# 井上靖
井上 靖（いのうえ やすし、1907年（明治40年）5月6日 - 1991年（平成3年）1月29日）は、日本の小説家・詩人。主な代表作は「闘牛」「氷壁」（現代小説）、「風林火山」（時代小説）、「天平の甍」「おろしや国酔夢譚」（歴史小説）、「敦煌」「楼蘭」（西域小説）、「あすなろ物語」「しろばんば」（自伝的小説）、「わが母の記」（私小説）など。1950年（昭和25年）「闘牛」で芥川賞を受賞、私小説・心境小説が主流だった敗戦後の日本文学に物語性を回復させ、昭和文学の方向性を大きく変えた戦後期を代表する作家のひとり。劣等感から来る孤独と人間の無常を、時間と空間を通した舞台と詩情あふれる文体・表現によって多彩な物語のなかに描き、高い評価を得た。10代から83歳の絶筆まで生涯にわたって詩を書きつづけた生粋の詩人でもある。
1950年代は、いわゆる中間小説とよばれた恋愛・社会小説を中心に書いたが、徐々にその作風を広げ、1960年代以降は、中央アジアを舞台とした西域ものと呼ばれる歴史小説、幼少期以降の自己の境遇を基にした自伝的小説、敗戦後の日本高度成長と科学偏重の現代を憂う風刺小説、老いと死生観を主題とした心理小説・私小説など、幅広い作品を手掛けた。
まだ海外旅行が一般的でない昭和期に、欧米の大都市からソ連、中央アジア・中東の秘境まで数々の地を何度も旅しており、それを基にした紀行文や各地の美術評論なども多い。
1980年（昭和55年）には日中文化交流会会長、1981年（昭和56年）には日本ペンクラブ会長に就任し、以後、文壇・文化人の代表としても国内外で積極的な文化活動を行った。日本芸術院会員、文化功労者、文化勲章受章者。位階・勲等は正三位・勲一等。

## 年譜
- 1907年（明治40年）5月6日 - 北海道上川郡旭川町（現：旭川市）に軍医・井上隼雄と八重の長男として生まれる。井上家は静岡県伊豆湯ヶ島（現在の伊豆市）で代々続く医家である。父・隼雄は現在の伊豆市門野原の旧家出身であり井上家の婿である。父は転勤が多かったため、幼少期は家族と離れ、戸籍上の祖母と伊豆湯ケ島で暮らした。
- 1908年（明治41年） - 父が韓国に従軍したので母の郷里・静岡県伊豆湯ヶ島（現在の伊豆市湯ケ島）へ戻る。
- 1912年（大正元年） - 両親と離れ湯ヶ島で戸籍上の祖母かのに育てられる。
- 1914年（大正3年） - 湯ヶ島尋常小学校（後の伊豆市立湯ヶ島小学校。現在は閉校）に入学。
- 1920年（大正9年）2月 - 浜松尋常高等小学校（現：浜松市立元城小学校）に編入学。同年4月、静岡県浜松師範学校附属小学校高等科（現：静岡大学教育学部附属浜松中学校）に入学。なお入学前に浜松中学を受験するも落第。
- 1921年（大正10年） - 静岡県立浜松中学校（現：静岡県立浜松北高等学校）に首席で入学。
- 1922年（大正11年） - 静岡県立沼津中学校（現：静岡県立沼津東高等学校）に転入。
- 1927年（昭和2年） - 石川県金沢市の第四高等学校理科（現：金沢大学理学部）に入学。柔道部に入る。
- 1929年（昭和4年） - 柔道部を退部、文学活動を本格化。
- 1930年（昭和5年） - 第四高等学校理科を卒業。井上泰のペンネームで北陸四県の詩人が拠った誌雑誌『日本海詩人』に投稿、詩作活動に入る。九州帝国大学法文学部（現：九州大学文学部）英文科へ入学する(福岡市中央区唐人町の素人下宿に棲む)。
- 1932年（昭和7年） - 九州帝大中退。京都帝国大学文学部哲学科へ入学。
- 1935年（昭和10年） - 京都帝大教授・足立文太郎の娘ふみと結婚。
- 1936年（昭和11年） - 京都帝大卒業[2]。『サンデー毎日』の懸賞小説で入選（千葉亀雄賞）し、それが縁で毎日新聞大阪本社へ入社。学芸部に配属される。日中戦争のため召集を受け出征するが、翌年には病気のため除隊され、学芸部へ復帰する。なお部下に山崎豊子がいた。
- 戦後は学芸部副部長を務め、囲碁の本因坊戦や将棋の名人戦の運営にもかかわる。

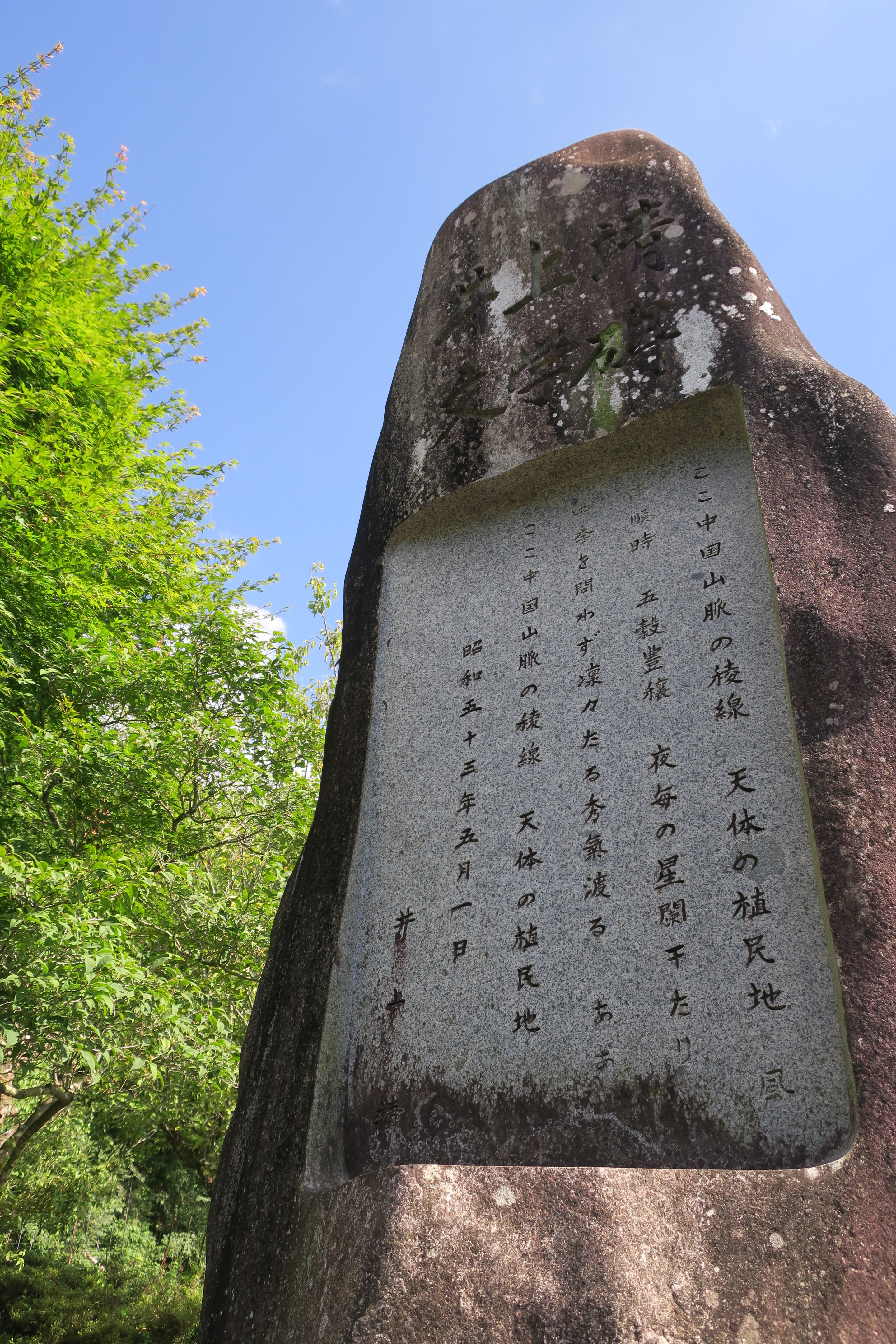
鳥取県日南町にある井上靖文学碑。家族の疎開をきっかけに「通夜の客」の舞台の地となった。

- 1945年（昭和20年）- 家族を鳥取県日野郡福栄村（現・日南町）に疎開させた。6月から12月までの間であったが、自らも何度か福栄を訪れている。福栄村は後に執筆する「通夜の客」の舞台となった[3]。
- 1948年（昭和23年）- 升田幸三と大山康晴による第7期名人挑戦者決定三番勝負（いわゆる高野山の決戦）に立ち会う[4]。
- 1950年（昭和25年） - 『闘牛』で第22回芥川賞を受賞。
- 1951年（昭和26年） - 毎日新聞社を退社。以後創作の執筆と取材講演のための旅行が続く。
- 1955年（昭和30年） - 講演のため旭川を訪れる。短編「姨捨」発表。
- 1960年（昭和35年） - ローマ五輪の取材をする。
- 1964年（昭和39年） - 日本芸術院会員となる。
- 1976年（昭和51年） - 文化勲章受章。
- 1982年（昭和57年） - 以降、世界平和アピール七人委員会の委員を務める。
- 1986年（昭和61年） - 食道癌が見つかり、9月29日に手術。 4か月後の講演会で社会復帰。
- 1988年（昭和63年） - 正月、宮中歌会始の召人となる。ならシルクロード博覧会総合プロデューサーを務める。
- 1991年（平成3年）1月29日 - 急性肺炎のため東京都中央区の国立がんセンターで死去[1][5][6]。享年83。戒名は峯雲院文華法徳日靖居士。墓所は静岡県伊豆市、葬儀委員長は司馬遼太郎。

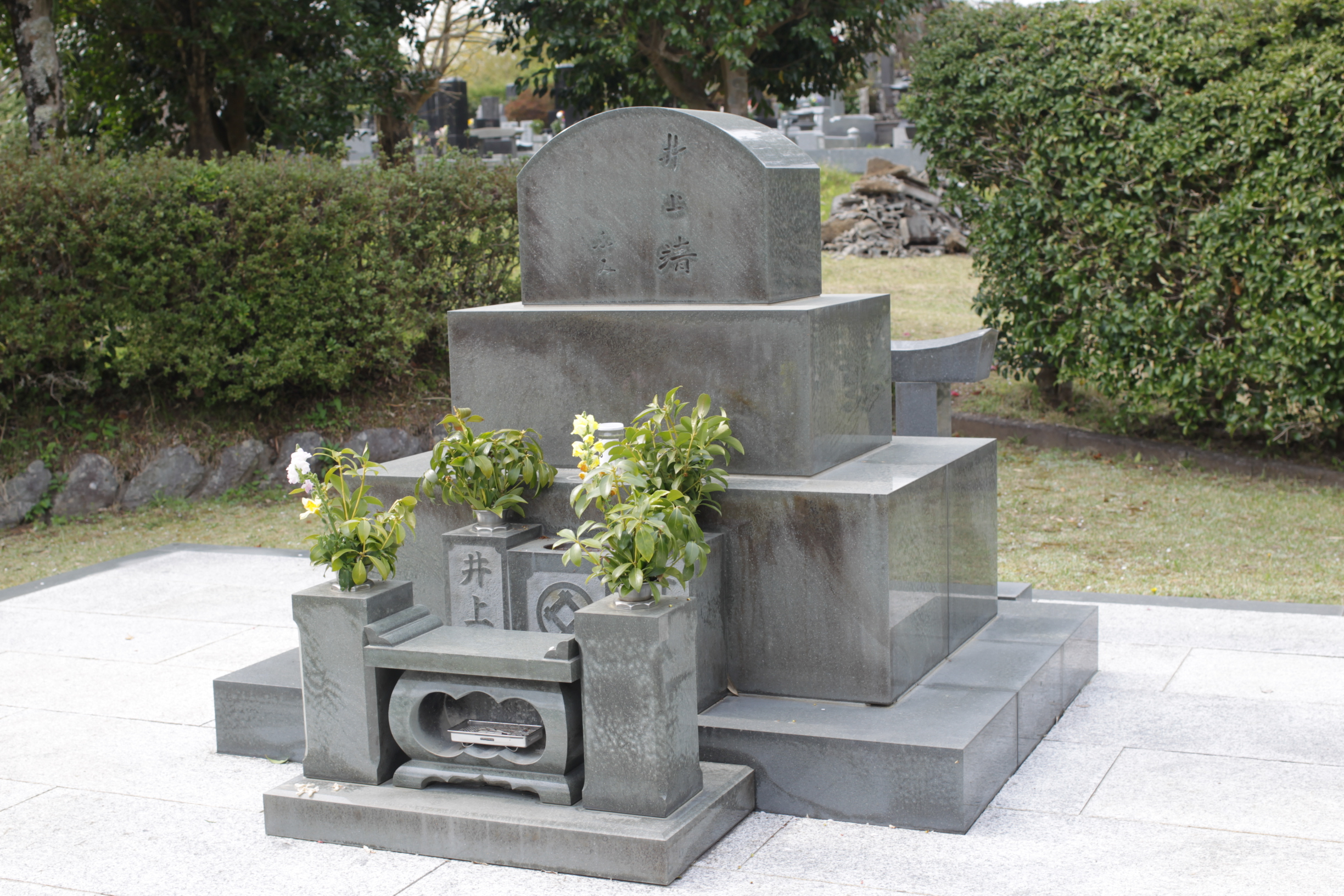
伊豆市湯ケ島熊野山墓地にある井上靖のお墓

- 2007年（平成19年） - 生誕100周年を記念して『風林火山』が大河ドラマとして放送された。

## 作風
小説は知識人の孤独な魂を叙情豊かに描いた現代を舞台とするもの（『猟銃』、『闘牛』、『氷壁』他）、自伝的色彩の強いもの（後述。『あすなろ物語』、『しろばんば』他）に加え、歴史に取材したものに大別される。歴史小説は、日本で特に戦国時代（『風林火山』、『真田軍記』、『淀どの日記』他）、中国ではとりわけ西域を題材にした（『敦煌』、『楼蘭』、『天平の甍』他）ものを多く描いた。巧みな構成と詩情豊かな作風は今日でも広く愛され、映画・ドラマ・舞台化の動きも絶えない。
『しろばんば』、『夏草冬濤』、『北の海』は、自身がモデルの主人公・伊上洪作が幼少期から青年に至るまで自伝的な作品である（井上靖自伝的小説三部作）。『しろばんば』は静岡県伊豆湯ヶ島（現：伊豆市湯ヶ島）で過ごした幼少時代の、『夏草冬涛』は旧制沼津中学校の生徒だった頃の、『北の海』は沼津中学卒業後の沼津での浪人生活の1年近くの日々を描いたもので、その日常、あるいは旧制第四高等学校の練習に誘われ、寝技主体の柔道、いわゆる高専柔道に明け暮れる洪作が生き生きと描かれている。井上靖の周囲に実在した人物がモデルとして多く登場し、特に『しろばんば』中に登場する、曽祖父の妾で洪作とは血の繋がらない「おぬいばあさん」（実在の名は「おかの」）との生活は、井上靖の人格形成を語る上で欠かせないものである。
その他、老いの境地に入った実母・八重について書いた作者晩年の短編三部作として『花の下』、『月光』、『雪の面』がある（講談社文庫より『わが母の記 -花の下・月の光・雪の面-』の題名で発行され、モントリオール世界映画祭審査員特別グランプリ受賞の映画『わが母の記』にもなった）。

## エピソード
- 北海道生まれだが出身地は静岡県である。随筆『郷里伊豆』に「私は北海道旭川で生まれた。しかし年鑑や名簿などでは私の出生地は殆ど静岡県になっている。自分で書く時は出生地は旭川、出身地は静岡県と区別して書くが…」と記している。
- 『私の自己形成史』の中の<自然との奔放な生活>には「この少年時代を過ごした原籍地の伊豆が私の本当の意味での郷里であり、ここで私という人間の根底になるものはすべて作られたと考えていいようである」と記している。
- 大阪毎日学芸部時代は主に美術方面の取材を行っていた。京都の日本画家・上村松篁と懇意だったことから、上村が関わった「創造芸術」（創画会の前身）結成をスクープするなどの実績を残した[8]。小説家専業となった後も、美術批評をまとめた作品を数冊発表している（著書欄参照）。
- 天寿を全うし、最晩年のがんを除けば病気らしい病気もしなかったといわれるが、文壇の酒豪番付の横綱常連で、60・70代になっても酒量が増え続けるほどだったという。ノーベル賞を逃した夜は、無礼講で「ノーメル賞だ」と知人らにふるまった。
- 1986年に食道がんが判明したが、長女が婦人公論に寄稿した手記にて、その5時間の手術後すぐに集中治療室内で井上は麻酔が効いているもうろうとした意識でありながら周囲の医師に向けて「天命とは、仁とは二人の間に成立する思いやり」と講義をし始めたという。その講義を聞かされた医師は「ちゃんとした講義で面白く聞きましたよ」と長女・幾世に感想を述べた。
- 食道がんの要因とされたのは中学生のころからの喫煙習慣であったが、それは医師と家族の間で「胃潰瘍で胃を切った」という事にして固い約束の下、井上自身には隠された。それは井上が病気により無気力になっていく様子を察した家族の判断だったが、退院からしばらくすると井上は自身の手術痕などから事実を察し、自ら担当していた新聞コラムにも書いてしまうなど隠し事がまったくできない性格だった[9]。
- 晩年には親鸞を、また、大阪毎日新聞の記者であった自分をモデルにした小説に書こうと考えていたが、実現することなく亡くなった。なおアメリカの日系移民をテーマにした大作『わだつみ』の完結にも意欲を見せていたが（1976年段階で半分まで書いたとしている）未完作である[10]。
- 日本画家平山郁夫とは日中文化交流で終生親しく、平山が関連役職を継いでいる。
- 神社仏閣、日本史にも造詣が深く、複数の出版社で監修・編集委員を引き受けている。
- 著作の一つ『蒼き狼』の執筆の動機として、著者が旧制中学生の頃に「成吉思汗は源義経也、非ず」という論争が『中央史壇』で行われており、著者が第四高等学校へ進学した時にその友人がこの論争について言及していた事をきっかけとして、帝国大学へ進学してから『中央史壇』におけるくだんの記事を読み関心を持った（新潮文庫版『蒼き狼』の著者あとがきより）。
- 壺井栄、中野重治、源氏鶏太らとともに長野県軽井沢町の上ノ原地区に別荘を構え、「上ノ原文士村」と呼ばれた[11]。

## 家族
- 妻の井上ふみ（1910年9月28日生まれ）は、解剖学者・足立文太郎の長女。靖との間に4人の子供（2男2女）がいる。潮出版社で回想記を数冊刊行。
- 長女の浦城幾世（いくよ）（1936年10月11日生まれ）は、青山学院大学文学部を卒業。一般財団井上靖記念文化財団専務理事。旭川市井上靖記念館相談役[12]。
- 長男の井上修一（1940年12月15日生まれ）は、ドイツ文学者で東京大学文学部卒業、東京大学大学院修士課程修了、一橋大学教授から筑波大学教授を経てプール学院大学学長に就任。日本独文学会やドイツ語学文学振興会の理事長などを歴任。筑波大学名誉教授。世紀末ウィーン文学の研究者。
- 二男の井上卓也（1943年10月29日生まれ）は、慶應義塾大学文学部史学科を卒業後、電通に入社。CMプランナーとして、35年で約500本のCMを作る。一方、30代から小説執筆を始め、『文學界』や『別冊文藝春秋』に中編小説を執筆、その他、雑誌、新聞等にエッセイを多数発表。電通退社後は、大学、カルチャーセンターなどで講師（コミュニケーション論）やプロデューサーを務めた[13]。
- 二女の黒田佳子（1945年5月25日生まれ）は、立教大学文学部日本文学科を卒業。詩人。長男以外は各・回想記[14]を刊行している。下記参照

## ノーベル文学賞候補
1981年（昭和56年）10月、井上靖がノーベル文学賞の候補との報道が流れ、世田谷の井上宅に報道陣が殺到した。井上は報道陣を自宅の応接間に招き入れ、受賞者が発表されると、集まった一同と残念の杯を上げた。以降、毎年ノーベル文学賞発表の日になると、集まった報道陣を応接間に招き入れて、残念会の酒宴「ノーメル賞」が行われるようになった。
報道は年を追うごとに過熱したが、当の井上は「天から石が降ってきて、世界の何十億人の誰かひとりに当たるというのだから、当たると考えるほうがおかしいし恥ずかしいことだ」として、自らの受賞にはまったく期待も望みもしない態度であった。家族からは、賞を期待しているように思われるから報道陣を家に入れないほうがいい、という意見もあったが、相手にとって嫌なことでも取材せざるを得なかった新聞記者時代の経験から、「仕方ないことだ」として、集まる報道陣に対しては一定の理解を示し、丁寧な応対をつづけた。
当時、井上が実際に候補に挙げられているかどうかは不明であったが、2020年（令和2年）1月、井上が1969年（昭和44年）の候補に実際に挙げられていたことが判明した。
また、それ以前の2012年（平成24年）3月、ノーベル委員会のペール・ベストベリー委員長が、読売新聞の取材に対して「井上靖が非常に真剣に討論されていた」と回答している。

## 受賞歴・栄典
- 1936年（昭和11年） 『流転』で第1回千葉亀雄賞
- 1950年（昭和25年） 『闘牛』で第22回芥川賞
- 1958年（昭和33年） 『天平の甍』で第8回芸術選奨文部大臣賞
- 1959年（昭和34年） 『氷壁』で日本芸術院賞
- 1960年（昭和35年） 『敦煌』『楼蘭』で毎日芸術賞。『蒼き狼』で文藝春秋読者賞
- 1961年（昭和36年） 『淀どの日記』で第14回野間文芸賞
- 1964年（昭和39年） 『風濤』で第15回読売文学賞
- 1969年（昭和44年） 『おろしや国酔夢譚』で第1回日本文学大賞。ポルトガル・インファンテ・ヘンリッケ勲章
- 1976年（昭和51年） 文化勲章、文化功労者
- 1980年（昭和55年） 菊池寛賞
- 1981年（昭和56年） NHK放送文化賞・仏教文化賞
- 1982年（昭和57年） 『本覺坊遺文』で日本文学大賞
- 1985年（昭和60年） 朝日賞[18]
- 1986年（昭和61年） 北京大学より名誉博士号
- 1989年（平成元年） 『孔子』で第42回野間文芸賞
- 1991年（平成3年） 贈正三位・勲一等旭日大綬章

## 著書
※『井上靖全集 別巻』収録の「書誌」を基に記述

### 長編小説
※無印は現代小説、●印は時代小説、★印は歴史小説、◆印は自伝的小説・私小説。
- 『流転』●（有文堂 1948.10 のち河出新書）
  - 単行本――併録：紅荘の悪魔たち、霰の街
- 『黯い潮』（文藝春秋新社 1950.10）、題材は下山事件
  - のち角川文庫『黯い潮 他一篇』併録：雷雨 / 文春文庫『黯い潮・霧の道』併録：山の湖、霧の道
- 『その人の名は言えない』（新潮社 1950.10 のち角川小説新書、文春文庫）
- 『白い牙』（新潮社 1951.6 のち角川文庫、集英社文庫）
  - 角川文庫『白い牙 他一篇』併録：北の駅路
- 『戦国無頼』●（毎日新聞社 1952.4 のち春陽文庫、角川文庫）
- 『春の嵐』（創元社 1952.5 のち角川小説新書、角川文庫『春の嵐・通夜の客』）
  - 単行判――併録：楕円形の月、蜜柑畠、百日紅、七夕の町
- 『緑の仲間』（毎日新聞社 1952.10 のち三笠書房、文春文庫）
- 『青衣の人』（新潮社 1952.12 のち筑摩書房(新書)、三笠書房、角川文庫）
- 『座席は一つあいている』（讀賣新聞社 1953.7）
  - 永井龍男、真杉静枝とのリレー小説。
- 『風と雲と砦』●（読売新聞連載小説 1952年11月-1953年4月、新潮社 1953.11 のち角川文庫、講談社ロマン・ブックス）
- 『花と波濤』（大日本雄辯会講談社 1954.1 のちロマン・ブックス、文庫）
- 『昨日と明日の間』（朝日新聞社 1954.4 のち河出新書、角川文庫）
- 『あすなろ物語』◆（新潮社 1954.4 のち小説文庫、文庫、旺文社文庫『あすなろ物語 他一編』、旺文社必読名作シリーズ、旺文社愛と青春の名作集）
  - 旺文社文庫――併録：川の話
- 『霧の道』（雲井書店 1954.9 のち角川文庫『霧の道 他四篇』、文春文庫『黯い潮・霧の道』、講談社ロマン・ブックス『霧の道・山の湖』）
  - 単行本――併録：山の湖 / 角川文庫――併録：流星、梧桐の窓、ある愛情、斜面 / 文春文庫――併録：黯い潮、山の湖
- 『春の海図』（現代社 1954.11 のち河出新書、角川文庫）
- 『オリーブ地帯』（大日本雄辯会講談社(ロマン・ブックス) 1954.12 のち文春文庫）
- 『あした来る人』（朝日新聞社 1955.2 のち筑摩書房、新潮文庫）（杉道助）
- 『黒い蝶』（新潮社 1955.10 のち小説文庫、文庫）（ダヴィッド・オイストラフ）
- 『夢見る沼』（大日本雄辯会講談社 1955.12 のち文庫）
- 『風林火山』●（新潮社 1955.12 のち小説文庫、文庫、講談社ロマン・ブックス）（山本勘助）
- 『魔の季節』（毎日新聞社 1956.4 のち講談社ロマン・ブックス、文春文庫）
- 『満ちて来る潮』（新潮社 1956.6 のち角川文庫）
- 『白い炎』（新潮社 1957.3 のち講談社ロマン・ブックス、文春文庫）
- 『白い風赤い雲』（角川書店 1957.4 のち文庫、講談社ロマン・ブックス）
- 『こんどは俺の番だ』（文藝春秋新社 1957.4 のち文庫）
- 『射程』（新潮社 1957.5 のち文庫）
- 『氷壁』（新潮社 1957.10 のち文庫）（ナイロンザイル事件）
- 『天平の甍』★（中央公論社 1957.12 のち学燈文庫、新潮文庫、旺文社文庫『天平の甍（他）補陀落渡海記』、正進社名作文庫、集英社カラー版、旺文社必読名作シリーズ）（鑑真）
- 『海峡』（角川書店 1958.9 のち文庫）
- 『揺れる耳飾り』（講談社 1958.12 のちロマン・ブックス、文春文庫）
- 『ある落日』（角川書店 1959.5 のち文庫）
- 『波濤』（講談社 1959.8.のちロマン・ブックス、角川文庫）
- 『朱い門』（文藝春秋新社 1959.10）
- 『敦煌』★（講談社 1959.11 のちロマン・ブックス、新潮文庫、徳間書店）（敦煌文献）
  - 特製限定版『敦煌』（講談社 1960.3）（800部限定、記番入り）
- 『河口』（中央公論社 1960.8 のち角川文庫）
- 『蒼き狼』★（文藝春秋新社 1960.10 のち新潮文庫、旺文社文庫）（成吉思汗）
  - 新潮文庫、旺文社文庫――併録：「蒼き狼」の周囲
- 『渦』（新潮社 1960.12 のち角川文庫、講談社ロマン・ブックス）
- 『群舞』（毎日新聞社 1961.6 のち角川小説新書、東方社新文学全書、角川文庫）（雪男）
- 『淀どの日記』★（文藝春秋新社 1961.10 のち講談社ロマン・ブックス、角川文庫）
- 『しろばんば（正・続）』◆（中央公論社 1962.10(正) 1963.11(続) のち主婦の友社名作シリーズ、新潮文庫、旺文社文庫）
  - 限定版『しろばんば』（中央公論社 1971.11）（小磯良平・口絵/挿画、1000部限定、記番入り）
- 『憂愁平野』（新潮社 1963.1 のち文庫）
- 『風濤』★（講談社 1963.10 のちロマン・ブックス、新潮文庫）（元寇、モンゴルの高麗侵攻）
- 『城砦』（毎日新聞社 1964.5 のち角川文庫）（長崎原爆）
- 『楊貴妃伝』★（中央公論社 1965.8 のち講談社ロマン・ブックス、講談社文庫）
- 『燭台』（講談社 1965.9 のちロマン・ブックス、文春文庫）
- 『夏草冬濤(なつぐさふゆなみ)』◆（新潮社 1966.6 のち文庫）
- 『傾ける海』（文藝春秋 1966.11 のち角川文庫、講談社ロマン・ブックス）（伊勢湾台風・近鉄名古屋線改軌）
- 『化石』講談社 1967.6 （のちロマン・ブックス、角川文庫）
- 『夜の声』（新潮社 1968.8 のち文庫）（万葉集）
- 『おろしや国酔夢譚』★（文藝春秋 1968.10 のち文庫、徳間文庫）（大黒屋光太夫）
- 『西域物語』★（朝日新聞社 1969.11 のち朝日選書、新潮文庫）
  - 新潮文庫――併録：アフガニスタン紀行
- 『額田女王』★（毎日新聞社 1969.12 のち新潮文庫、中央公論社）
- 『欅の木』（集英社 1971.7 のち文春文庫）
- 『後白河院』★（筑摩書房 1972.6 のち新潮文庫）
- 『四角な船』（新潮社 1972.7 のち文庫）（ノアの箱舟）
- 『星と祭』（朝日新聞社 1972.10 のち角川文庫、能美舎）（十一面観音像）
単行本・文庫共に長年絶版だったが、2018年、舞台となった琵琶湖北の住民によって「『星と祭』復刊プロジェクト実行委員会」が立ち上げられ、2019年10月に能美舎で復刊された[19]。
- 『幼き日のこと』◆（毎日新聞社 1973.6 のち新潮文庫『幼き日のこと・青春放浪』）
  - 限定版『幼き日のこと』（毎日新聞社 1974.10）（650部限定、記番入り）
  - 新潮文庫――併録：青春放浪、私の自己形成史
- 『北の海』◆（中央公論社 1975.11 のち新潮文庫、文庫）
- 『花壇』（角川書店 1976.10 のち文庫）
- 『崖（上・下）』（文藝春秋 1976.11 のち文庫）
- 『紅花』（文藝春秋 1977.1 のち文庫）
- 『地図にない島』（文藝春秋 1977.2 のち文庫）
- 『戦国城砦群』●（文藝春秋 1977.3 のち文庫）
- 『盛装（上・下）』（文藝春秋 1977.4 のち文庫）
- 『兵鼓』●（文藝春秋 1977.5 のち文庫）（木曾義仲、巴御前）
- 『若き怒濤』（文藝春秋 1977.6 のち文庫）
- 『月光・遠い海』（文藝春秋 1977.7 のち文庫『月光』『遠い海』）
- 『わだつみ（第一～三部）』★（岩波書店 1977.12）（明治～大正期の日系アメリカ移民）
第三部の連載終了時（『世界』昭和50年12月号）に「第四部からの執筆を、来年の秋からにしたい」と言及があったが、連載は再開されずに第一～三部がまとめて書籍化され、その後も第四部は書かれることなく未完となった[20]。
- 『流沙（上・下）』（毎日新聞社 1980.6 のち文春文庫）
- 『本覺坊遺文』★（講談社 1981.11 のち文庫、文芸文庫）（千利休とその門下）
- 『異国の星（上・下）』（講談社 1984.9-10、文庫）（シルクロード・シベリア紀行）
- 『孔子』★新潮社 （1989.9 のち文庫）（孔子とその門下生、論語）

### 短編小説

#### 単行本
- 『闘牛』（文藝春秋新社 1950.3）――収録：猟銃、闘牛、通夜の客
- 『死と恋と波と』（養徳社 1950.12）――収録：死と恋と波と、あすなろう、七人の紳士、波紋、断雲、石庭、流星、踊る葬列
- 『雷雨』（新潮社 1950.12）――収録：比良のシャクナゲ、漆胡樽、早春の墓参、星の屑たち、雷雨、舞台、碧落
- 『傍観者』（新潮社 1951.12）――収録：傍観者、三ノ宮炎上、夜明けの海、結婚記念日、表彰、ある愛情、斜面、かしわんば
- 『ある偽作家の生涯』（創元社 1951.12 のち新潮文庫）――収録：ある偽作家の生涯、玉椀記、澄賢房覚え書、漆胡樽
  - 新潮文庫――併録：信松尼記、僧行賀の涙
- 『黄色い鞄』（小説朝日社 1952.10 のち東方新書）――収録：夏花、あげは蝶、滝へ降りる道、晩夏、白い手、悪魔、千代の帰郷、黄色い鞄、大いなる墓
- 『仔犬と香水瓶』（文藝春秋新社 1952.10）――収録：氷の下、仔犬と香水瓶、ある自殺未遂、楼門、北の駅路、貧血と花と爆弾
- 『暗い平原』（筑摩書房 1953.6）――収録：暗い平原、水溜りの中の瞳、小さい旋風、鵯、落葉松、頭蓋のある部屋
- 『異域の人』（大日本雄辯会講談社 1954.3 のちロマン・ブックス）――収録：信松尼記、信康自刃、天目山の雲、利休の死、桶狭間、漂流、僧行賀の涙、異域の人
- 『風わたる』（現代社 1954.9 のち三笠新書、集英社コンパクト・ブックス）――収録：春のうねり、ある日曜日、風わたる、勝負、石の面、驟雨、稲妻、赤い爪、鮎と競馬
- 『末裔』(昭和名作選4)（新潮社 1954.10）――収録：末裔、湖上の兎、楕円形の月、ある偽作家の生涯、玉椀記、利休の死、漆胡樽、比良のシャクナゲ、猟銃
- 『青い照明』（山田書店 1954.10 のち三笠新書、角川小説新書『湖の光・青い照明』、集英社コンパクト・ブックス）――収録：断崖、みどりと恵子、青い照明、春の雑木林、小鳥寺、昔の愛人、爆竹、春寒、梧桐の窓、潮の光
- 『伊那の白梅』（光文社(カッパ・ブックス)1954.11）――収録：伊那の白梅、傍観者、三ノ宮炎上、銹びた海、七夕の町、父の愛人
- 『美也と六人の恋人』（光文社(カッパ・ブックス) 1955.3）――収録：美也と六人の恋人、チャンピオン、合流点、投網、夜の金魚、薄氷
- 『騎手』（筑摩書房 1955.10）――収録：騎手、失われた時間、黙契、燃ゆる緋色、湖岸、ダムの春、風のある午後、ある兵隊の死
- 『その日そんな時刻』（東方社 1956.2）――収録：昔の恩人、颱風見舞、紅白の餅、秘密、白い街道、初代権兵衛、その日そんな時刻
- 『野を分ける風』（創藝社 1956.4）――収録：ざくろの花、殺意、野を分ける風、二つの秘密、ひとり旅、二枚の招待状
- 『姨捨』（新潮社 1956.6）――収録：胡桃林、姨捨、グウドル氏の手套、湖の中の川、大洗の月、俘囚、山の少女、花粉、夏の雲
- 『孤猿』（河出書房 1956.12 のち角川文庫）――収録：孤猿、夏の草、レモンと蜜蜂、暗い舞踏会、蘆、川の話
- 『ある愛情』（三笠書房 1956.11）――収録：夜明けの海、結婚記念日、表彰、ある愛情、斜面、かしわんば、蜜柑畠、舞台、千代の帰郷
- 『真田軍記』（新潮社 1957.2 のち角川文庫）――収録：真田軍記（海野能登守自刃、本田忠勝の女、むしろの差物、真田影武者）、篝火、高嶺の花、犬坊狂乱、森蘭丸
- 『少年』（角川書店(角川小説新書) 1957.12）――収録：少年、晩夏、滝へ降りる道、颱風見舞、白い街道、黙契、驟雨、ざくろの花
- 『掌篇小説集 青いボート』（光文社 1958.5）――収録：風、天正十年元旦、帰郷、梅、青いボート、再会、古九谷、秘密、無蓋貨車、杢さん、青いカフスボタン、ほくろのある金魚、ひと朝だけの朝顔、岬の絵
- 『満月』（筑摩書房 1958.9 のち角川文庫『満月 他九篇』）――収録：満月、花のある岩場、四つの面、司戸若雄年譜、夏の終り、ある関係、屋上、良夜、波の音、ボタン
- 『楼蘭』（講談社 1959.5 のちロマン・ブックス）――収録：楼蘭、幽鬼、平蜘蛛の釜、佐治与九郎覚書
  - 限定版『楼蘭』（講談社 1959.5）（300部限定、記番署名入り）
  - ロマン・ブックス――併録：川村権七逐電、高天神城
  - 豪華愛蔵和綴本『楼蘭』（平山郁夫・画）（牧羊社 1993.4）（2000部限定、記番入り）――収録：楼蘭
- 『洪水』（講談社 1962.4）収録――洪水、補陀落渡海記、狼災記、考える人、小磐梯
- 『凍れる樹』（講談社 1964.11 のちロマン・ブックス、文庫『北国の春』）――収録：凍れる樹、晴着、北国の春、一年契約、色のある闇、どうぞお先に、眼、面、故里美し
- 『羅刹女国』（文藝春秋新社 1965.1）――収録：羅刹女国、僧伽羅国縁起、宦者中行説、褒姒の笑い、永泰公主の首飾り、塔二と弥三、明妃曲
- 『月の光』（講談社 1969.10 のち文庫）――収録：花の下、月の光、墓地とえび芋
- 『崑崙の玉』（文藝春秋 1970.6 のち文庫）――収録：崑崙の玉、聖者、古代ペンジケント、古い文字
  - 文庫――併録：永泰公主の首飾り、塔二と弥三、明妃曲
- 『ローマの宿』（新潮社 1970.9 のち文庫『道・ローマの宿』）――収録：ローマの宿、フライイング、ローヌ川、テぺのある街にて、アム・ダリヤの水溜り
  - 文庫――併録：『桃李記』全作品
- 『土の絵』（集英社 1972.11）――収録：海の欠片、ある交友、胡姫、土の絵、春の入江、別れの旅、城あと、青葉の旅、冬の月、海、トランプ占い
- 『火の燃える海』（集英社 1973.3）――収録：菊、明るい海、富士の見える日、奇妙な夜、監視者、ある旅行、盛装、加芽子の結婚、見合の日、二つの挿話、火の燃える海、コント四篇（二分間の郷愁、年賀状、海浜の女王、海水着）
- 『あかね雲』新潮社 （1973.11 のち文庫『少年・あかね雲』）――収録：帽子、魔法壜、あかね雲、魔法の椅子、夏の焔、馬とばし、ハムちゃんの正月、岩の上、裸の梢、ある女の死、とんぼ
  - 文庫――併録：滝へ降りる道、晩夏、少年、帰郷、黙契、白い街道、眼
- 『桃李記』（新潮社 1974.9 のち文庫『道・ローマの宿』）――収録：道、風、桃李記、雪の面、壺、ダージリン、鬼の話
  - 文庫――併録：『ローマの宿』全作品
- 『わが母の記』（講談社 1975.3 のち文庫、文芸文庫『わが母の記 花の下・月の光・雪の面』）収録――花の下、月の光、雪の面
  - 文庫、文芸文庫――併録：墓地とえび芋（※ただし、2012年の文庫新装版には未収録）
- 『異域の人 自選西域小説集』（講談社 1987.12）――収録：漆胡樽、玉碗記、異域の人、洪水、狼災記、聖者
- 『楼蘭 西域小説集』（第三文明社 1988.7）――収録：楼蘭、崑崙の玉、永泰公主の首飾り、褒姒の笑い、宦者中行説、明妃曲、塔二と弥三
- 『石濤』（新潮社 1991.6 のち文庫）――収録：石濤、川の畔り、炎、ゴー・オン・ボーイ、生きる
- 『井上靖 未発表初期短篇集』（高木伸幸編、七月社 2019.3）――収録：昇給綺談、就職圏外、復讐、黒い流れ、白薔薇は語る、文永日本、夜霧(戯曲)

#### 文庫本・新書（オリジナル編集）
- 『猟銃・闘牛』（新潮文庫 1950.11）――収録：猟銃、闘牛、比良のシャクナゲ静岡県伊豆市湯ケ島 滑沢渓谷　猟銃碑

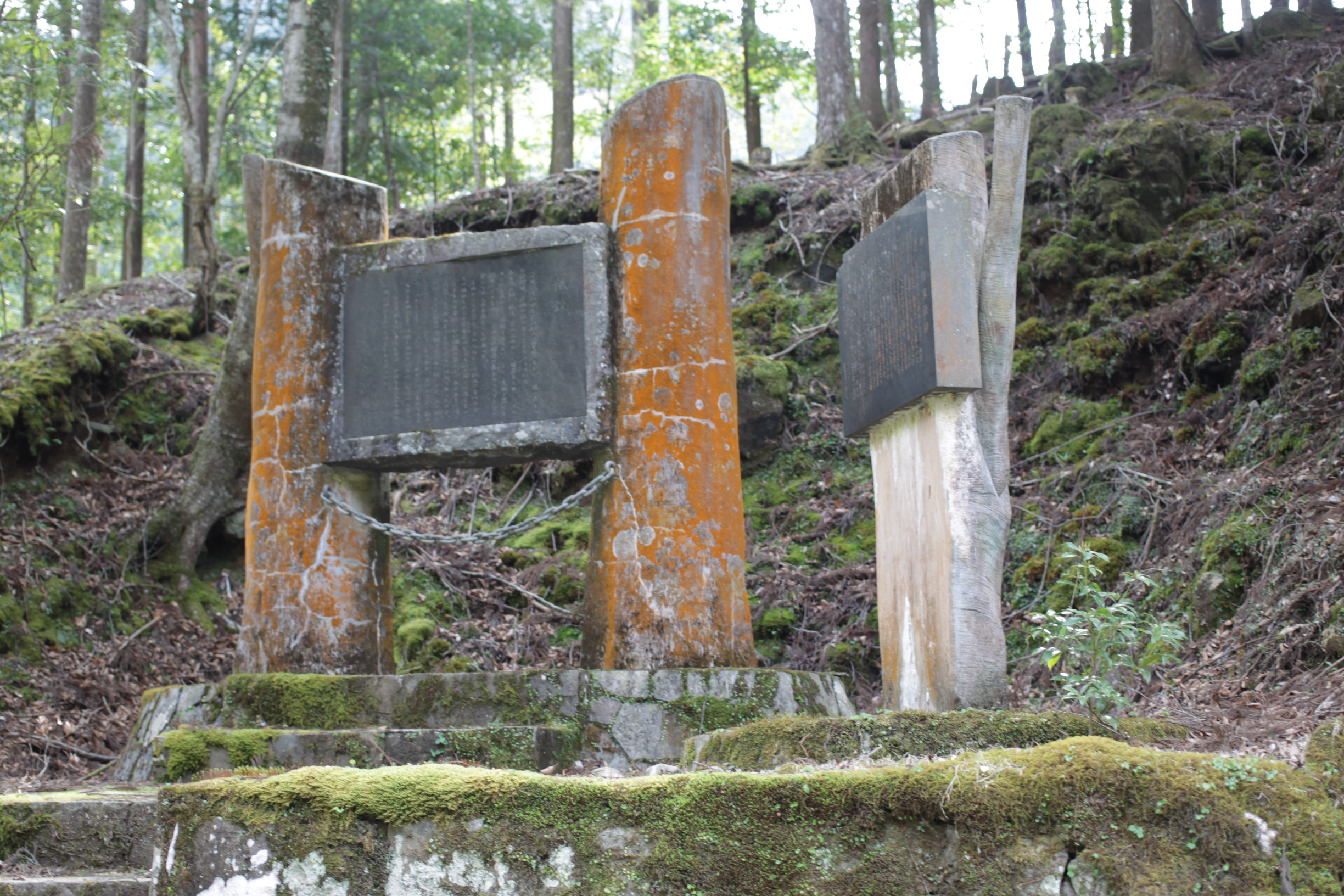
静岡県伊豆市湯ケ島 滑沢渓谷　猟銃碑

- 『愛』（雲井書店(新書) 1954.8 のち角川文庫）――収録：結婚記念日、石庭、死と恋と波と
- 『異域の人』（講談社ミリオン・ブックス 1955.12）――収録：信松尼記、信康自刃、天目山の雲、利休の死、桶狭間、漂流、僧行賀の涙、異域の人
- 『貧血と花と爆弾 他二篇』（角川文庫 1956.3）――収録：貧血と花と爆弾、ある自殺未遂、暗い平原
- 『七人の紳士』（三笠書房(新書) 1956.9）――収録：あすなろう、七人の紳士、波紋、断雲、流星、百日紅、踊る葬列
- 『楼門 他七篇』（角川文庫 1956.12）収録――早春の墓参、鵯、落葉松、氷の下、楼門、末裔、湖上の兎、楕円形の月
- 『山の湖』（角川小説新書 1957.3）――収録：山の湖、昔の恩人、紅白の餅、秘密、初代権兵衛、その日そんな時刻
- 『異域の人 他五篇』（角川文庫 1957.8）――収録：信康自刃、天目山の雲、利休の死、桶狭間、漂流、異域の人
- 『傍観者』（講談社ロマン・ブックス 1967.3）――収録：傍観者、三ノ宮炎上、夜明けの海、結婚記念日、表彰、ある愛情、斜面、かしわんば、伊那の白梅、銹びた海、七夕の町、父の愛人
- 『姨捨』（新潮文庫 1967.9）――収録：姨捨、胡桃林、グウドル氏の手套、湖の中の川、大洗の月、孤猿、蘆、川の話、湖上の兎、俘囚、花粉、四つの面
- 『楼蘭』（新潮文庫 1968.1）――収録：楼蘭、洪水、異域の人、狼災記、羅刹女国、僧伽羅国縁起、宦者中行説、褒姒の笑い、幽鬼、補陀落渡海記、小磐梯、北の駅路
- 『楼蘭・孤猿』（新学社文庫（新書） 1968.10）――収録：小磐梯、川の話、孤猿、大洗の月、楼蘭
- 『孤猿・小磐梯 他八編』（旺文社文庫 1971.4）――収録：孤猿、玉椀記、ある偽作家の生涯、北の駅路、大洗の月、湖上の兎、グウドル氏の手套、姨捨、湖の中の川、小磐梯
- 『洪水・異域の人 他八編』（旺文社文庫 1971.8）――収録：漆胡樽、利休の死、信松尼記、幽鬼、僧行賀の涙、楼蘭、洪水、宦者中行説、褒姒の笑い、異域の人
- 『楼門』（潮文庫 1972.11）――収録：結婚記念日、ある日曜日、ボタン、黙契、暗い舞踏会、司戸若雄年譜、三ノ宮炎上、楼門
- 『暗い平原』（中公文庫 1973.7）――収録：暗い平原、美也と六人の恋人、その日そんな時刻
- 『傍観者』（潮文庫 1973.7）――収録：傍観者、面、夏花、一年契約、銹びた海、七夕の町、大いなる墓
- 『伊那の白梅』（潮文庫 1973.11）――収録：伊那の白梅、夜明けの海、斜面、かしわんば、失われた時間、薄氷、夜の金魚、千代の帰郷
- 『山の少女・北国の春』（潮文庫 1974.3）――収録：山の少女、星の屑たち、春寒、みどりと恵子、騎手、石の面、北国の春、七人の紳士、眼、晴着
- 『真田軍記 他七篇』（旺文社文庫 1974.9）――収録：海野能登守自刃、本田忠勝の女、むしろの差物、真田影武者、篝火、高嶺の花、犬坊狂乱、桶狭間、天正十年元旦、佐治与九郎覚書、川村権七逐電
- 『天目山の雲』（角川文庫 1975.2）――収録：桶狭間、平蜘蛛の釜、信康自刃、天正十年元旦、天目山の雲、利休の死、佐治与九郎覚書、漂流、塔二と弥三、明妃曲、異域の人、永泰公主の首飾り
- 『満月』（角川文庫 1975.8）――収録：満月、舞台、考える人、初代権兵衛、胡桃林、碧落、チャンピオン、頭蓋のある部屋
- 『滝へ降りる道 他十編』（旺文社文庫 1975.9）――収録：ある兵隊の死、雷雨、勝負、楕円形の月、氷の下、滝へ降りる道、晩夏、投網、黙契、颱風見舞、神かくし
- 『花のある岩場』（角川文庫 1976.2）――収録：花のある岩場、末裔、鵯、落葉松、花粉、屋上、俘囚、夏の終り、氷の下、早春の墓参
- 『冬の月』（集英社文庫 1977.9）――収録：明るい海、胡姫、二つの挿話、海の欠片、土の絵、海、冬の月、ボタン、ある交友、四角な石
- 『青葉の旅』（集英社文庫 1977.12）――収録：波の音、良夜、トランプ占い、別れの旅、冬の外套、一年契約、春の入り江、城あと
- 『火の燃える海』（集英社文庫 1978.5）――収録：火の燃える海、ある旅行、奇妙な夜、訪問者、菊、盛装、加芽子の結婚、見合の日、監視者、富士の見える日
- 『三ノ宮炎上』（集英社文庫 1978.10）――収録：眼、黙契、面、山の少女、三ノ宮炎上、星の屑たち、夜明けの海、みどりと恵子、千代の帰郷、大いなる墓
- 『夏花』（集英社文庫 1979.2）――収録：傍観者、夏花、伊那の白梅、石の面、薄氷、かしわんば、騎手、失われた時間、暗い舞踏会
- 『楼門』（集英社文庫 1979.7）――収録：楼門、司戸若雄年譜、瞬間、銹びた海、斜面、ある日曜日、七夕の夜、夜の金魚、七人の紳士
- 『貧血と花と爆弾』（文春文庫 1979.9）――収録：貧血と花と爆弾、ある自殺未遂、夏の雲、銃声、燃ゆる緋色、湖岸、小さい旋風、断雲、夏草、風のある午後、水溜りの中の瞳、仔犬と香水瓶
- 『断崖』（文春文庫 1979.12）――収録：断崖、驟雨、蜜柑畠、ダムの春、波紋、あげは蝶、夜の金魚、百日紅、流星、父の愛人、ある関係、赤い爪、表彰、殺意、合流点
- 『補陀落渡海記 井上靖短篇名作集』（講談社文芸文庫 2000.11）――収録：波紋、雷雨、グウドル氏の手套、姨捨、満月、補陀落渡海記、小磐梯、鬼の話、道
- 『異域の人・幽鬼 井上靖歴史小説集』（講談社文芸文庫 2004.2）――収録：玉椀記、異域の人、僧行賀の涙、信松尼記、幽鬼、平蜘蛛の釜、明妃曲、聖者
- 『崑崙の玉・漂流 井上靖歴史小説傑作選』（講談社文芸文庫 2018.4）――収録：崑崙の玉、永泰公主の首飾り、古代ペンジケント、塔二と弥三、桶狭間、信康自刃、天正十年元旦、天目山の雲、利休の死、佐治与九郎覚書、漂流
- 『晩夏 少年短篇集』（中公文庫 2020.12）――収録：少年、蜜柑畑、晩夏、滝へ降りる道、投網、ざくろの花、黙契、白い街道、颱風見舞、帰郷、ハムちゃんの正月、馬とばし、帽子、魔法壜、赤い実(『しろばんば』より)、少年に与える言葉(随筆)
- 『利休の死 戦国時代小説集』（中公文庫 2021.1）――収録：桶狭間、平蜘蛛の釜、信康自刃、天正十年元旦、天目山の雲、篝火、信松尼記、森蘭丸、幽鬼、佐治与九郎覚書、利休の死
- 『殺意 サスペンス小説集』（中公文庫 2022.8）――収録：殺意、投網、驟雨、春の雑木林、傍観者、斜面、雷雨、二つの秘密、ある偽作家の生涯

### 童話
- 『星よまたたけ』（昭和少年少女文学選集4）（同和春秋社 1954.12 のち新潮文庫『星よまたたけ 井上靖童話集』）――収録：星よまたたけ、ほくろのある金魚、猫がはこんできた手紙
  - 新潮文庫――併録：銀のはしご うさぎのピロちゃん物語
- 『井上靖の童話 銀のはしご うさぎのピロちゃん物語』（鈴木義治 画）（小学館 1980.12 のち新潮文庫『星よまたたけ 井上靖童話集』）
  - 新潮文庫――併録：猫がはこんできた手紙、ほくろのある金魚、星よまたたけ

現代語訳
- 『現代語訳 西行 山家集』(日本の古典9：学習研究社 1981.7）、のち日本の古典ノベルス『西行』、ワインブックス『西行 さすらいの歌人』、新編・学研M文庫
- 『舞姫 雁』(カラーグラフィック明治の古典8)（学習研究社 1982.3）、新編『現代語訳 舞姫』ちくま文庫 2006

### 詩集
- 『詩集 北國』（東京創元社 1958.3 のち新潮文庫）
  - 限定版『詩集 北國』（東京創元社 1958.4）（500部限定、記番署名入り）
  - 『詩画集 北國』（脇田和・画）（龍求堂 1972.7）（1000部限定〈他に限定25部版あり〉）
    - 『詩集 北國』から25編を抜粋。
- 『詩集 地中海』（新潮社 1962.12）
- 『詩集 運河』（筑摩書房 1967.6）
  - 限定版『詩集 運河』（筑摩書房 1967.6）（800部限定、記番署名入り）
- 『詩集 季節』（講談社 1971.11）
  - 限定版『詩集 季節』（講談社 1972.3）（400部限定、記番署名入り）
  - 三島由紀夫への弔詩「挽歌」を収録[注 2]。
- 『詩画集 珠江』（脇田和・画）（龍求堂 1972.9）（1000部限定〈他に限定25部版あり〉）
  - 『地中海』『運河』『季節』から25編を抜粋。
- 『井上靖詩集』（五月書房 1975.7）（1000部限定、記番入り）
- 『詩集 遠征路』（集英社 1976.10）
  - 限定版『詩集 遠征路』（集英社 1976.10）（800部限定、記番署名入り）
  - 私家版『詩集 遠征路』（集英社(非売品)）
- 『井上靖全詩集』（新潮社 1979.12、新潮文庫 1983）――収録：「北国」「地中海」「運河」「季節」「遠征路」「西域詩篇」「拾遺詩篇」
- 『自選 井上靖詩集』（旺文社文庫） 1981.1
- 『井上靖詩集』（清岡卓行・編）（「世界の詩74」彌生書房 1981.4）
- 『井上靖 シルクロード詩集』（日本放送出版協会 1982.11、新編・NHKライブラリー 1998）
  - 限定版『井上靖 シルクロード詩集』（日本放送出版協会 1984.3）（800部限定、記番署名入り）
  - 増補愛蔵版『井上靖 シルクロード詩集』（日本放送出版協会 1990.7）（大塚清吾写真）
- 『詩集 乾河道』（集英社 1984.3）
  - 限定版『詩集 乾河道』（集英社 1984.3）（800部限定、記番署名入り）
- 『井上靖詩集 シリア沙漠の少年』（宮崎健三・編）（「ジュニアポエム双書」教育出版センター 1985.8）
- 『詩集 傍観者』（集英社 1988.6）
  - 限定版『詩集 傍観者』（集英社 1988.11）（500部限定、記番署名入り）
- 『初期詩篇集 春を呼ぶな』（福田正夫詩の会 1989.11）
- 『詩集 星闌干』（集英社 1990.10）
  - 限定版『詩集 星闌干』（集英社 1990.10）（500部限定、記番署名入り）
- 『井上靖・山本和夫 青春詩集』（瀬戸口宣司・編）（福田正夫詩の会(焔選書) 1997.5）

### 随筆集
- 『詩と愛と人生 人生のことば6』（川端康成・監修、巖谷大四・編）（番町書房 1967.12）
- 『天城の雲』（大和書房 1968.12）
- 『わが人生観9 愛と人生』（大和書房 1969.12）
- 『四季の雁書 往復書簡』（池田大作・共著）（潮出版社 1977.4 のち聖教文庫）
  - 特装本(非売品)『四季の雁書 往復書簡』（潮出版社）
- 『故里の鏡』（坂入公一・編）（風書房 1979.5）（300部限定、記番入り）
  - 新編・中公文庫 1982――新たに9編を追加。
- 『井上靖集 現代の随想1』（彌生書房 1981.3）、自選
- 『井上靖 高校生と語る 若者への熱いメッセージ』（小俣正己・稲垣信子（都立日野高校）編）（武蔵野書房 1992.1）
- 『穂高の月』（山と渓谷社 ヤマケイ文庫 2016.7）

自伝随想
- 『わが一期一会』（毎日新聞社 1975.12 のち知的生きかた文庫、人間の記録：日本図書センター）
  - 限定版『わが一期一会』（毎日新聞社 1977.1）（500部限定、記番入り）
- 『過ぎ去りし日日』（日本経済新聞社 1977.6、のち「作家の自伝 18」日本図書センター、『中間小説の黄金時代―私の履歴書』日経ビジネス人文庫に収録）

### 人物論・文芸批評
- 『現代先覚者伝』（「浦井靖六」名義、浦上五六 共著）（堀書店 1943.4）
取り上げられた12名中、担当執筆は加藤完治、徳富蘇峰、吉岡彌生、長岡半太郎、石原廣一郎、横山大観の6名。
- 『六人の作家』（河出書房新社 1973.4）
森鴎外、島崎藤村、芥川龍之介、谷崎潤一郎、室生犀星、佐藤春夫を中心とした作家・詩人・作品論。
- 『きれい寂び 人・仕事・作品』（集英社 1980.11 のち文庫）
書評、美術家論、作家・詩人論の三部構成。
- 『作家点描』（講談社 1981.2）
全28名の作家・詩人・作品論。

美術批評
- 『美しきものとの出会い』（文藝春秋 1973.6）
- 『カルロス四世の家族 小説家の美術ノート』（中央公論社 1974.10 のち文庫）
  - 限定版『カルロス四世の家族 小説家の美術ノート』（中央公論社 1975.3）（450部限定、記番入り）
- 『ゴッホの星月夜 小説家の美術ノート』（中央公論社 1980.11）
  - 限定版『ゴッホの星月夜 小説家の美術ノート』（中央公論社 1983.5）（380部限定、記番入り）
- 『忘れ得ぬ芸術家たち』（新潮社 1983.8 のち文庫）
- 『美の遍歴 半世紀にわたる芸術家たちとの出会い』（毎日新聞社 1984.7）
- 『レンブラントの自画像 小説家の美術ノート』（中央公論社 1986.10）
  - 限定版『レンブラントの自画像 小説家の美術ノート』（中央公論社 1987.5）（320部限定、記番入り）

歴史随想
- 『西域 人物と歴史』（岩村忍と共著）（筑摩書房：グリーンベルトシリーズ新書 1963.4、筑摩教養選『西域』1971、現代教養文庫 1980）
- 『歴史小説の周囲』（講談社 1973.1 のち文庫『歴史小説の周囲 歴史エッセイ集1』、新編・講談社文芸文庫 2009.12）
  - 『新編 歴史小説の周囲』――全24編で旧版・全29編から14編を削除、新たに9編を追加。
- 『歴史の光と影』（講談社 1979.4 のち文庫『歴史の光と影 歴史エッセイ集2』、全9編で前半は紀行）

### 紀行文集
- 『旅路 私の愛する風景』（大山新助、入江泰吉・写真／人文書院 1959.7）
- 『異国の旅』（毎日新聞社 1964.12）
- 『砂漠の旅・草原の旅 オリエントの道』（毎日新聞社 1974.12）（1200部限定）
- 『アレキサンダーの道 アジア古代遺跡の旅』（平山郁夫・画／文藝春秋 1976.4、文春文庫 1986）
- 『遺跡の旅・シルクロード』（新潮社 1977.9、新潮文庫 1982）
収録：第一回 西トルキスタン紀行、第二回 西トルキスタン紀行、アフガニスタン紀行、オリエント古代遺跡を訪ねて、エジプト、イラク紀行
文庫再刊は「アフガニスタン紀行」を削除し、新たに5編を追加
- 『私の中の風景 現代の随想』（日本書籍 1979.7）
- 『シルクロード 絲綢之路』（日本放送出版協会 1980.6-10）、新書判 1988
  - 『第二巻 敦煌 砂漠の大画廊』（NHK取材班・共著）
  - 『第三巻 幻の楼蘭・黒水城』（岡崎敬、NHK取材班・共著）
  - 『第四巻 流砂の道 西域南道を行く』（長澤和俊、NHK取材班・共著）
- 『流沙の旅・ゴビの旅』（毎日新聞社 1981.9）（1200部限定、記番入り）
- 『クシャーン王朝の跡を訪ねて』（潮出版社 1982.1）
- 『私の西域紀行（上・下）』（文藝春秋 1983.10、文春文庫 1987）- 後者は「シルクロード詩集」未収録
  - 特装限定版『私の西域紀行』（文藝春秋 1983.11）（600部限定、記番署名入り）
- 『シルクロード ローマへの道』（日本放送出版協会 1983.12-1984.4）、新書判 1988
  - 『第九巻 大草原を行く ソビエト（1）』（樋口隆康、NHK取材班・共著）
  - 『第十巻 アジア最深部 ソビエト（2）』（加藤九祚、NHK取材班・共著）
- 『河岸に立ちて 歴史の川 沙漠の川』（平凡社 1986.2、新潮文庫 1989）
- 『NHK 大黄河 第一巻 遥かなる河源に立つ』（NHK取材班・共著、日本放送出版協会 1986.4）
- 『日本古寺巡礼』（法蔵館 1992.1）- 創業一四〇年(丁字屋三七〇年) 記念出版
- 『西域仏跡紀行』（法蔵館 1992.1）- 創業一四〇年(丁字屋三七〇年) 記念出版
- 『シルクロード紀行』（岩波書店 同時代ライブラリー（上・下） 1993.8-9）
- 『日本紀行』（岩波書店 同時代ライブラリー 1993.12）

### 談話集
- 『わが文学の軌跡』（聞き手 篠田一士・辻邦生）（中央公論社 1977.4、中公文庫 1981）
収録：第一部 青春と人間形成、第二部 現代小説、第三部 歴史小説
- 『西域をゆく』（司馬遼太郎 共著）（潮出版社 1978.8 のち文庫、文春文庫）
収録：西域の山と河と砂漠、新疆ウイグル自治区を訪ねて(文：司馬遼太郎)、西域への夢(対：司馬遼太郎)、西域をゆく(対：司馬遼太郎)、西域を語る(座：藤枝晃、樋口隆康、司馬遼太郎)、敦煌への旅(対：司馬遼太郎)
- 『歴史の旅 井上靖対談集』（創林社 1980.9）
収録：「スズメの誤解」の話(対：志賀直哉)、命なりけり(対：谷川徹三)、美しき日本の心(対：東山魁夷)、美へのいざない(対：岡潔)、シルクロードの夢(対：ライシャワー)、中国の歴史をふみわけて(対：荒垣秀雄)、西アジア先史遺跡の旅(対：江上波夫)、日本文化の風土(対：樋口隆康)、豊臣秀吉と千利休(対：林屋辰三郎)、詩から小説へ(対：野間宏)
- 『歴史・文学・人生 井上靖対談集』（牧羊社 1982.12）
収録：井上文学の周辺(対：河上徹太郎)、よくぞ日本人に生まれける(対：岡田謙三)、想像力の世界と現実(対：石川達三)、父的なる世界(対：山崎正和)、第二の人生は四十歳で勝負せよ(対：牛尾治朗)、昨日と明日の間(対：扇谷正造)、歴史の夢(対：尾崎秀樹)、利休と芭蕉(対：山本健吉)、作家の内部(対：三好行雄)、史と詩の間に(対：梅原猛)、歴史と小説(対：林屋辰三郎)、現代文学について(対：E・G・サイデンステッカー)
- 『シルクロード ローマへの道 12 すべての道はローマに通ず』（日本放送出版協会 1984）、新書判 1989
収録：前半部に取材参加した全9名「座談会　シルクロードを考える」
- 『歴史というもの』（中央公論新社 2021.10）
収録：歴史に学ぶ、乱世のさまざまな武将(鼎：松本清張、司馬遼太郎)、歴史というもの(鼎：松本清張、司馬遼太郎)、新聞小説と作家(対：司馬遼太郎)、歴史と小説をめぐって

#### 投稿小説
- 『謎の女（続編）』「新青年」1932.3。筆名冬木荒之輔。
急死した平林初之輔の遺稿「謎の女」（「新青年」1932.1掲載）の続編募集に応募し1等入選した。実質的なデビュー作といえる[21][22]。

### 全集・選集
※2022年現在、公立図書館に所蔵が多いと思われる全集のみ、収録内容を記す。
- 『井上靖作品集』(全5巻)（大日本雄辯会講談社 1954.4-8）
- 『井上靖長篇小説選集』(全8巻)（三笠書房 1957.4-12）
- 『井上靖文庫』(全26巻)（新潮社 1960.11-1963.6）- 箱入単行判
- 『井上靖西域小説集』（講談社 1965.1）
- 『井上靖自選集』（集英社 1965.7）（1000部限定、記番署名入り）
- 『自選 井上靖短篇全集』（人文書院 1970.1）（1000部限定、記番入り）
- 『井上靖小説全集』(全32巻)（新潮社 1972.10-1975.5） - 愛蔵版同時刊行

※下記太字は長編作品
1. 『猟銃・闘牛』――収録：猟銃、闘牛、通夜の客、その人の名は言えない、青衣の人、紅荘の悪魔たち、あすなろう、戦友の表情、旧友、めじろ、無声堂、母の手、再会、猫がはこんできた手紙
2. 『黯い潮・白い牙』――収録：黯い潮、白い牙、昨日と明日の間
3. 『比良のシャクナゲ・霧の道』――収録：比良のシャクナゲ、霧の道、ある兵隊の死、年賀状、断雲、七人の紳士、流星、ほくろのある金魚、星の屑たち、早春の墓参、死と恋と波と、石庭、二分間の郷愁、雷雨、波紋、碧落、銃声、舞台、黄色い鞄、無蓋貨車、結婚記念日、かしわんば、表彰、勝負、山の湖、傍観者、百日紅、大いなる墓
4. 『ある偽作家の生涯・暗い平原』――収録：ある偽作家の生涯、暗い平原、夜明けの海、斜面、ひと朝だけの朝顔、三ノ宮炎上、古九谷、秘密、ある自殺未遂、ある愛情、七夕の町、鵯、薄氷、楼門、春の嵐、貧血と花と爆弾、北の駅路、小さい旋風、楕円形の月、千代の帰郷、仔犬と香水瓶、夏花
5. 『戦国無頼・風林火山』――収録：戦国無頼、風林火山
6. 『あすなろ物語・緑の仲間』――収録：あすなろ物語、緑の仲間、あすなろう、蜜柑畑、氷の下、滝へ降りる道、晩夏、少年、驟雨、投網、黙契、白い街道、颱風見舞、ざくろの花、帰郷、神かくし
7. 『あした来る人・波濤』――収録：あした来る人、波濤
8. 『海峡・魔の季節』――収録：海峡、魔の季節
9. 『黒い蝶・射程』――収録：黒い蝶、射程
10. 『伊那の白梅・大洗の月』――収録：伊那の白梅、大洗の月、水溜りの中の瞳、あげは蝶、落葉松、頭蓋のある部屋、断崖、爆竹、美也と六人の恋人、石の面、ある日曜日、風わたる、燃ゆる緋色、青い照明、騎手、春寒、春のうねり、稲妻、末裔、みどりと恵子、湖上の兎、グウドル氏の手套、その日そんな時刻、ひとり旅、胡桃林、杢さん、赤い爪、殺意、青いカフスボタン、三ちゃんと鳩
11. 『姨捨・蘆』――収録：姨捨、蘆、花粉、鮎と競馬、父の愛人、風、夜の金魚、銹びた海、二つの秘密、合流点、風のある午後、湖の中の川、失われた時間、湖岸、俘囚、ダムの春、川の話、昔の恩人、夏の雲、初代権兵衛、紅白の餅、梅、火の燃える海、利休の死、桶狭間、信康自刃、森蘭丸、天正十年元旦、篝火、高嶺の花、犬坊狂乱、佐治与九郎覚書、川村権七逐電
12. 『満ちてくる潮・河口』――収録：満ちてくる潮、河口
13. 『氷壁』――収録：氷壁、山の少女、チャンピオン、花のある岩場
14. 『淀どの日記・風と雲と砦』――収録：淀どの日記、風と雲と砦、真田軍記
15. 『天平の甍・敦煌』――収録：天平の甍、敦煌、楼蘭、漆胡樽、澄賢坊覚書、玉碗記、天目山の雲、異域の人、漂流、信松尼記、僧行賀の涙
16. 『蒼き狼・風濤』――収録：蒼き狼、風濤、幽鬼、平蜘蛛の釜、洪水、狼災記、塔二と弥三
17. 『群舞・傾ける海』――収録：群舞、傾ける海
18. 『朱い門・ローマの宿』――収録：朱い門、ローマの宿、考える人、補陀落渡海記、小磐梯、フライイング、古い文字、明妃曲、僧伽羅国縁起、宦者中行説、羅刹女国、ローヌ川、永泰公主の頚飾り、褒姒の笑い、テペのある街にて、古代ペンジケント、崑崙の玉、アム・ダリヤの水溜り、聖者
19. 『ある落日』――収録：ある落日、暗い舞踏会、レモンと蜂蜜、夏草、孤猿、波の音、ある旅行、司戸若雄年譜、良夜、トランプ占い、屋上、夏の終り
20. 『渦・白い風赤い雲』――収録：渦、白い風赤い雲
21. 『崖』――収録：崖
22. 『憂愁平野』――収録：憂愁平野
23. 『城砦』――収録：城砦
24. 『化石』――収録：化石
25. 『しろばんば・月の光』――収録：しろばんば、花の下、月の光、墓地とえび芋
26. 『夏草冬濤』――収録：夏草冬濤
27. 『西域物語・幼き日のこと』――収録：西域物語、幼き日のこと、四つの面、別れの旅、ある女の死、ボタン、冬の外套、満月、青葉の旅、一年契約、ある交友、ハムちゃんの正月、とんぼ、凍れる樹、面、馬とばし、春の入江、北国の春
28. 『おろしや国酔夢譚・楊貴妃伝』――収録：おろしや国酔夢譚、楊貴妃伝
29. 『額田女王・後白河院』――収録：額田女王、後白河院
30. 『夜の声・欅の木』――収録：夜の声、欅の木、海の欠片、訪問者、菊、岩の上、晴着、加芽子の結婚
31. 『四角な船』収録：四角な船、明るい海、夏の焔、見合の日、裸の梢、あかね雲、城あと、土の絵、監視者、冬の月、眼、魔法の椅子、帽子、胡姫、魔法壜、海、風、鬼の話
32. 『星と祭』――収録：星と祭、桃李記、壷、道、二つの挿話、ダージリン

- 『井上靖歴史小説集』（全11巻）（岩波書店 1981.6-1982.4）

※下記太字は長編作品
1. 『敦煌』――収録：敦煌、異域の人、洪水
2. 『楼蘭』――収録：楼蘭、崑崙の玉、永泰公主の頚飾り、狼災記、宦者中行説、褒姒の笑い、明妃曲、古代ペンジケント、聖者、僧伽羅国縁起、羅刹女国、古い文字
3. 『天平の甍』――収録：天平の甍、玉碗記、漆胡樽、僧行賀の涙、漂流、補陀落渡海記、塔二と弥三
4. 『蒼き狼』――収録：蒼き狼
5. 『風濤』――収録：風濤
6. 『おろしや国酔夢譚』――収録：おろしや国酔夢譚
7. 『額田女王』――収録：額田女王
8. 『後白河院・楊貴妃伝』――収録：後白河院、楊貴妃伝
9. 『淀どの日記』――収録：淀どの日記
10. 『真田軍記』――収録：真田軍記、篝火、高嶺の花、犬坊狂乱、川村権七逐電、信松尼記、佐治与九郎覚書、信康自刃、平蜘蛛の釜、幽鬼、利休の死、桶狭間、天目山の雲、森蘭丸、天正十年元旦
11. 『小磐梯・西域物語』――収録：澄賢房覚書、小磐梯、北の駅路、考える人、西域物語、西域詩篇

- 『井上靖エッセイ全集』(全10巻)（学習研究社 1983.6-1984.3）

1. 『忘れ得ぬ人々』――自叙伝集（各・副題）
2. 『一座建立』――人物評伝集
3. 『養之如春』――人生論集
4. 『わが美術ノート』――美術論集
5. 『北方の王者』――歴史随想集
6. 『天風浪浪』――文芸論集
7. 『穂高の月』――日本紀行集
8. 『長城と天壇』――海外紀行集
9. 『西域の山河』――西域紀行集
10. 『文明東漸』――シルクロード紀行集

- 『井上靖自伝的小説集』(全5巻)（学習研究社 1985.3-7）

※下記太字は長編作品
1. 『しろばんば』――収録：【第一部 序詩】ふるさと、新しい年、凧、川明り、瞳、猟銃、淵、夏、地中海、故里の富士【第二部 しろばんば】しろばんば【第三部 孤猿】魔法壜、夏の焔、滝へ降りる道、投網、白い街道、神かくし、ハムちゃんの正月、馬とばし、帽子、孤猿
2. 『夏草冬濤』――収録：【第一部 序詩】海辺、別離、夜光虫、詩三題 海・千本浜・揚子江、カマイタチ、石英の音【第二部 夏草冬濤】夏草冬濤
3. 『北の海』――収録：【第一部 序詩】流星、落魄、そんな少年よ、青春【第二部 北の海】北の海
4. 『あすなろ物語』――収録：【第一部 序詩】アスナロウ、雪、北国、高原、輸送船、石庭、友、手、再び友に、半生、木乃伊【第二部 あすなろ物語】あすなろ物語【第三部 無声堂】二つの挿話、胡姫、あすなろうI、無声堂、あすなろうII、めじろ【第四部 ある兵隊の死】戦友の表情、旧友、無蓋列車、ある兵隊の死、銃声【第五部 楼門】勝負、楼門、杢さん、青いカフスボタン、三ちゃんと鳩、ボタン、考える人、夏草、ダージリン、ローマの宿、フライイング【第六部 ある美術記者の目】ある美術記者の目
5. 『月の光』――収録：【第一部 序詩】無題、元旦に(一)、記憶、くさり鎌、遠い日、十一月、北極圏の海、約束、アム・ダリヤ、一日の終り【第二部 わが母の記】花の下、月の光、雪の面【第三部 桃李記】桃李記、グウドル氏の手套、風、墓地とえび芋、土の絵、鬼の話、道【第四部 壷】大洗の月、テペのある街にて、アム・ダリヤの水溜り、壷【第五部 幼き日のこと】幼き日のこと【第六部 過ぎ去りし日日】過ぎ去りし日日

- 『井上靖歴史紀行文集』(全4巻)（岩波書店 1992.1-4）（福田宏年・編）

1. 日本の旅
2・3. シルクロード行（上・下）
4. 北からヨーロッパへ
- 『井上靖全集』(全28巻、別巻1)（新潮社 1995.4-2000.4）

監修：司馬遼太郎、大岡信、大江健三郎／編集協力：曾根博義
1. 『全詩篇・短篇1』――収録：【詩集】北国、地中海、運河、季節、遠征路、乾河道、傍観者、星闌干、井上靖全詩集<拾遺詩篇>、初期詩篇集 春を呼ぶな、詩集未収録詩篇【短篇1】謎の女(続篇)、夜靄、三原山晴天、初恋物語、紅荘の悪魔たち、霰の街、あすなろう、戦友の表情、母の手、旧友、めじろ、無声堂、ある兵隊の死、猟銃、闘牛、通夜の客
2. 『短編2』――収録：比良のシャクナゲ、漆胡樽、人妻、踊る葬列、岬の絵、あすなろう、断雲、七人の紳士、流星、早春の墓参、星の屑たち、死と恋と波と、二分間の郷愁、石庭、波紋、雷雨、碧落、黄色い鞄、舞台、銃声、無蓋貨車、年賀状、悪魔、結婚記念日、蜜柑畑、かしわんば、表彰、勝負、山の湖、利休の死、湖の光、傍観者、百日紅、澄賢坊覚書、大いなる墓、夜明けの海、斜面、小鳥寺、玉碗記、三ノ宮炎上、秘密、古九谷
3. 『短編3』――収録：ある愛情、ある自殺未遂、七夕の町、ある偽作家の生涯、二枚の招待状、昔の愛人、梧桐の窓、鵯、薄氷、楼門、北の駅路、貧血と花と爆弾、桶狭間、氷の下、楕円形の月、小さい旋風、千代の帰郷、白い手、仔犬と香水瓶、贈りもの、海水着、青いボート、落葉松、水溜りの中の瞳、あげは蝶、滝へ降りる道、夏花、晩夏、海浜の女王、頭蓋のある部屋、美也と六人の恋人、断崖、山の少女、爆竹、再会、ある日曜日、石の面、燃ゆる緋色、青い照明、黄いろい帽子(リレー小説)、風わたる、騎手、春寒、天目山の雲、春のうねり、伊那の白梅
4. 『短編4』――収録：異域の人、信康自刃、稲妻、末裔、みどりと恵子、野を分ける風、大洗の月、漂流、湖上の兎、グウドル氏の手套、少年、信松尼記、僧行賀の涙、森蘭丸、驟雨、ひとり旅、その日そんな時刻、昔の恩人、胡桃林、春の雑木林、赤い爪、杢さん、青いカフスボタン、花粉、鮎と競馬、殺意、父の愛人、風、夜の金魚、錆びた海、チャンピオン、投網、合流点、姨捨、二つの秘密、天正十年元旦、帰郷、風のある午後、黙契、失われた時間、湖の中の川、白い街道、湖岸、篝火
5. 『短編5』――収録：俘囚、ダムの春、川の話、真田軍記、颱風見舞、夏の雲、ざくろの花、初代権兵衛、紅白の餅、梅、あした来る人、その人の名は言えない、どうぞお先に、火の燃える海、蘆、暗い舞踏会、レモンと蜜蜂、夏草、高嶺の花、孤猿、波の音、司戸若雄年譜、ある関係、ある旅行、良夜、犬坊狂乱、トランプ占い、佐治与九郎覚書、屋上、高天神城、四つの面、夏の終り、ある女の死、別れの旅、冬の外套、ボタン、奇妙な夜、満月、花のある岩場、幽鬼、青葉の旅、楼蘭、川村権七蓄電、平蜘蛛の釜、一年契約
6. 『短編6』――収録：神かくし、ある交友、故里の海、梅林、ハムちゃんの正月、とんぼ、凍れる樹、洪水、面、冬の来る日、街角、馬とばし、春の入江、北国の春、狼災記、考える人、補陀落渡海記、海の欠片、ローマの宿、小磐梯、訪問者、晴着、岩の上、菊、故里美し、色のある闇、フライイング、加芽子の結婚、古い文字、裸の梢、夏の焔、明るい海、見合の日、別れ、明妃曲、あかね雲、僧伽羅国縁起、城あと、宦者中行説、羅刹女国、土の絵、監視者、塔二と弥三、ローヌ川、富士の見える日、冬の月、眼
7. 『短篇7・戯曲・童話』――収録：【短篇7】わが母の記（花の下、月の光、雪の面）、永泰公主の頚飾り、褒姒の笑い、墓地とえび芋、魔法の椅子、テペのある街にて、帽子、古代ペンジケント、胡姫、魔法壜、崑崙の玉、海、四角な石、アム・ダリヤの水溜り、聖者、風、鬼の話、桃李記、壺、道、二つの挿話、ダージリン、セキセイインコ、川の畔り、炎、ゴー・オン・ボーイ、石濤、生きる【戯曲】明治の月、就職圏外【童話】星よまたたけ、銀のはしご――うさぎのピロちゃん物語、どうぞお先に！、くもの巣、ほくろのある金魚、ひと朝だけの朝顔、三ちゃんと鳩、猫がはこんできた手紙
8. 『長篇1』――収録：流転、その人の名は言えない、黯い潮、白い牙、戦国無頼
9. 『長篇2』――収録：青衣の人、暗い平原、あすなろ物語、昨日と明日の間、風林火山
10. 『長篇3』――収録：あした来る人、淀どの日記、満ちてくる潮
11. 『長篇4』――収録：黒い蝶、射程、氷壁
12. 『長篇5』――収録：天平の甍、海峡、敦煌、蒼き狼
13. 『長篇6』――収録：渦、しろばんば
14. 『長篇7』――収録：崖、憂愁平野
15. 『長篇8』――収録：城砦、楊貴妃伝、風濤
16. 『長篇9』――収録：夏草冬濤、後白河院、おろしや国酔夢譚
17. 『長篇10』――収録：化石、夜の声、西域物語
18. 『長篇11』――収録：わだつみ
19. 『長篇12』――収録：額田女王、北の海
20. 『長篇13』――収録：欅の木、四角な船、星と祭
21. 『長篇14』――収録：流沙
22. 『長篇15』――収録：幼き日のこと、本覚坊遺文、孔子
23. 『エッセイ1』――収録：【自伝エッセイ】私の自己形成史、忘れ得ぬ人々、過ぎ去りし日日、故里の鏡、わが青春放浪、人と風土、四十年目の柔道着、「サンデー毎日」記者時代、ほか【随想】わが一期一会、四季の雁書、遠雷、猫の話、還暦有感、時計とカメラ、ものを考える時間、きれい寂び、古稀の旅、ほか
24. 『エッセイ2』――収録：【作家・作品論】丸山薫、伊藤静雄、谷崎潤一郎、佐藤春夫、川端康成、小林秀雄、亀井勝一郎、若山牧水、角川源義、ほか【文学エッセイ】講演 詩と私、万葉名歌十首、作家のノート、王朝日記文学について、講演 小説について、講演 歴史小説と史実、負函、三冊の本、ほか
25. 『エッセイ3』――収録：【美術エッセイ】美しきものとの出会い、カルロス四世の家族――小説家の美術ノート――、ゴッホの星月夜――小説家の美術ノート――、忘れ得ぬ芸術家たち、レンブラントの自画像――小説家の美術ノート――、関西日本画壇展望、東京画壇展望、法隆寺のこと、「鉄斎の仙境」など、須田国太郎のこと、東山魁夷氏の「窓」、平山郁夫氏の道、敦煌千仏洞点描、モナ・リザ私見、ほか【歴史エッセイ】戦国時代の女性、木乃伊考、鑑真和上のこと、茶々のこと、千利休、モラエスのこと、仏教賛歌「親鸞」のこと、天武天皇、歴史に学ぶ、持統天皇、西行と利休、遺跡とロマン、ほか
26. 『エッセイ4』――収録：【日本紀行】穂高の月、大佐渡小佐渡、平泉紀行、お水取りと私、大和朝廷の故地を訪ねて、美しい囃の筥、夜叉神峠、佐多岬紀行、私の好きな風景、ほか【外国紀行】異国の旅、河岸に立ちて――歴史の川 砂漠の川――、中国の旅から、韓国に古きものをたずねて、アメリカ紀行、モスクワ・レニングラード、ほか【人生論・女性論】私の恋愛観、親から巣立つ娘へ、愛についての断章、講演 人間と人間の関係、ほか
27. 『エッセイ5』――収録：【西域エッセイ】西域に招かれた人々【西域紀行1】アフガニスタン紀行、アレキサンダーの道、遺跡の旅・シルクロード、シルクロード地帯を訪ねて、クシャーン王朝の跡を訪ねて、西域のイメージ、砂漠の詩、天山とパミール、若い日の夢、砂漠の国の旅から、アナトリア高原の“謎の民族”、土器の欠片、インダス渓谷を下る、講演 最近の西域の旅から、哈密を訪ねて、ほか
28. 『エッセイ6』――収録：【西域紀行2】私の西域紀行【現代語訳】更級日記、西行、舞姫【選評】「サンデー毎日」大衆文芸、芥川龍之介賞、文學界新人賞、小説新潮賞、女流文学賞、野間文芸賞、吉川英治文学賞、北日本文学賞、川端康成文学賞、大佛次郎賞、ほか【雑稿】現代先覚者伝(抄)、点心、本山物語、玉音ラジオに拝して、ほか
29. 『別巻』――収録：【自作解説】「井上靖小説全集」自作改題、「井上靖歴史小説集」あとがき(抄)、「本覚坊遺文」ノート、ほか【雑纂】[追悼文] [監修者・編集者の言葉] [公演等パンフレット] [展覧会パンフレット] [その他小文] [歌詞] [碑文] [序跋] [アンケート回答] [推薦文]【補遺】[詩歌] [自伝エッセイ] [文学エッセイ] [随想] [美術エッセイ] [紀行] [選評] [別巻補遺]／井上靖年譜（藤沢全）、井上靖作品年表（曾根博義）、井上靖書誌（曾根博義）、井上靖参考文献目録（藤本寿彦）、作品名索引（曾根博義）

- 『井上靖短篇集』(全6巻)（岩波書店 1998.12-1999.5）

1. 『猟銃・闘牛・通夜の客・漆胡樽 他』（曾根博義 解説）――収録：あすなろう、猟銃、闘牛、通夜の客、比良のシャクナゲ、漆胡樽、早春の墓参、死と恋と波と、波紋、雷雨
2. 『玉碗記・ある偽作家の生涯 他』（十川信介 解説）――収録：銃声、かしわんば、利休の死、澄賢房覚書、玉碗記、三ノ宮炎上、ある偽作家の生涯、鵯、楼門、北の駅路、氷の下、滝へ降りる道、伊那の白梅
3. 『異域の人・姨捨・真田軍記 他』（中村稔 解説）――収録：異域の人、末裔、大洗の月、湖上の兎、グウドル氏の手套、信松尼記、僧行賀の涙、胡桃林、花粉、チャンピオン、姨捨、黙契、湖の中の川、篝火、川の話、真田軍記
4. 『楼蘭・洪水・補陀落渡海記 他』（竹西寛子 解説）――収録：蘆、夏草、狐猿、四つの面、夏の終り、ある女の死、満月、楼蘭、平蜘蛛の釜、洪水、馬とばし、狼災記、考える人、補陀落渡海記、小磐梯
5. 『ローマの宿・羅刹女国・わが母の記 他』（井上修一 解説）――収録：ローマの宿、フライイング、古い文字、明妃曲、あかね雲、僧加羅国縁起、宦者中行説、羅刹女国、土の絵、ローヌ川、わが母の記、墓地とえび芋
6. 『崑崙の玉・桃李記・石濤 他』（秦恒平 解説）――収録：褒姒の笑い、永泰公主の頸飾り、テペのある街にて、崑崙の玉、アム・ダリヤの水溜り、聖者、風、鬼の話、壺、桃李記、道、ダージリン、河の畔り、炎、石濤、生きる

### 親族・関係者の回想
- 福田宏年『井上靖評伝覚』集英社、増補版 1991
- 井上卓也『グッドバイ、マイ・ゴッドファーザー 父・井上靖へのレクイエム』文藝春秋 1991
- 白神喜美子『花過ぎ　井上靖覚え書』紅書房 1993。壮年期の回想
- 山川泰夫『晩年の井上靖『孔子』への道』求龍堂 1993。担当者の回想
- 黒田佳子『父・井上靖の一期一会』潮出版社 2000
- 浦城いくよ『父 井上靖と私』ユーフォーブックス 2016

### 主な文学アルバム・作品論（21世紀）
- 『井上靖の旅』福田宏年監修、別冊るるぶ愛蔵版24  JTB 1985
- 『追憶 井上靖　毎日グラフ別冊』毎日新聞社 1991
- 『新潮日本文学アルバム　井上靖』曾根博義解説、新潮社 1993
- 『井上靖の世界　別冊太陽 日本のこころ』平凡社 2007
- 田村嘉勝『井上靖 人と文学』勉誠出版 2007
- 藤澤全『井上靖の小説世界　ストーリーテラーの原風景』勉誠出版 2014
- 劉東波『井上靖とシルクロード　西域物の誕生と展開』七月社 2020
- 野本寛一『井上靖の原郷　伏流する民俗世界』七月社 2021
- ホンダアキノ『二人の美術記者　井上靖と司馬遼太郎』平凡社 2023

## 関係事項
施設
- 井上靖記念館（北海道旭川市）
- 井上靖文学館（静岡県駿東郡長泉町）
- 井上靖旧邸（道の駅天城越え内）
- アジア博物館・井上靖記念館（鳥取県米子市大篠津町）
- 井上靖記念館　野分の館（鳥取県日南町）
- 井上靖記念室（神奈川近代文学館内）
- 井上靖記念室（岩手県北上市、日本現代詩歌文学館内）
- 井上靖記念室（長浜市立高月図書館内）[23]

その他
- 日本中国文化交流協会 設立に関わった。

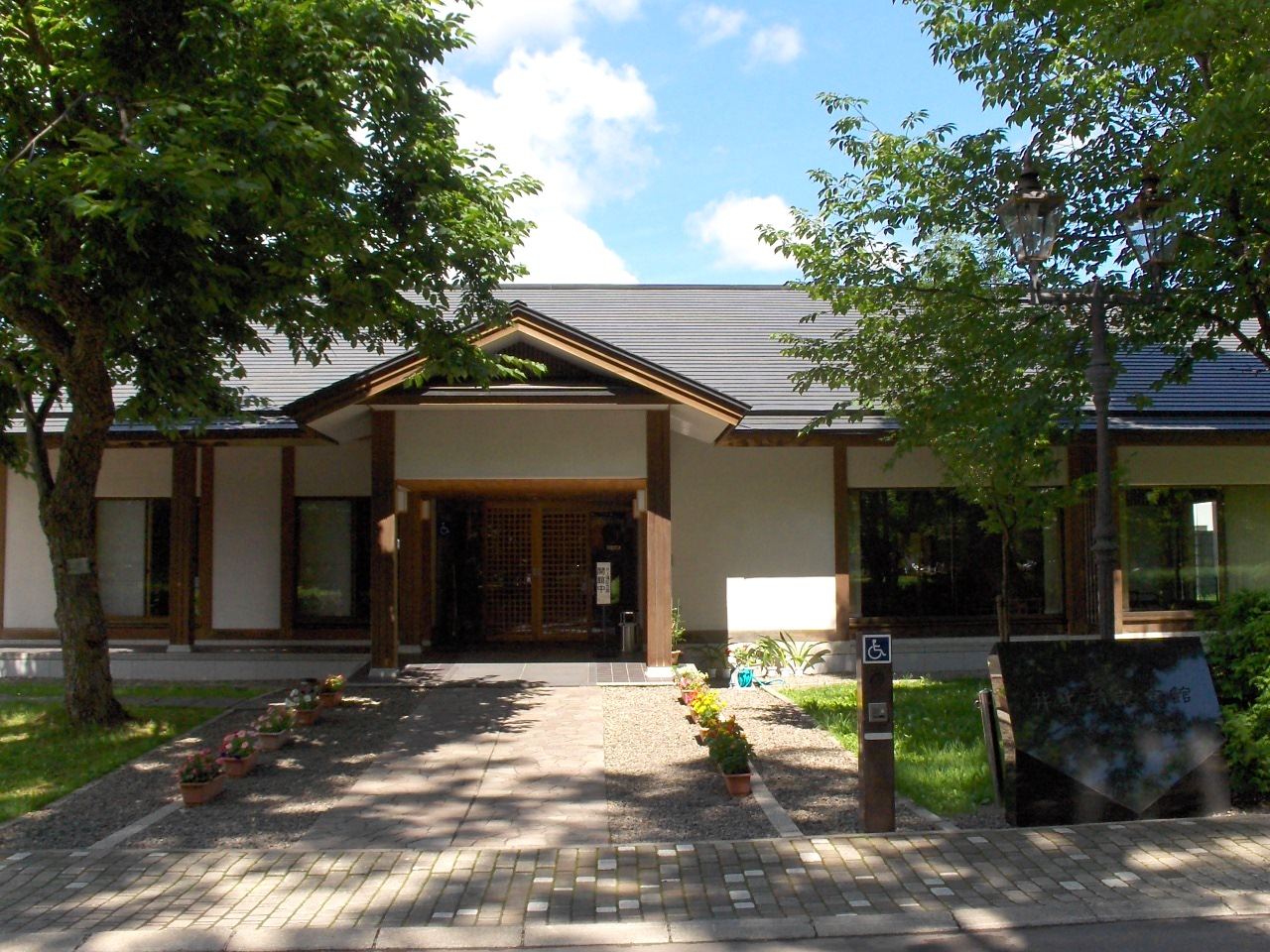
井上靖記念館
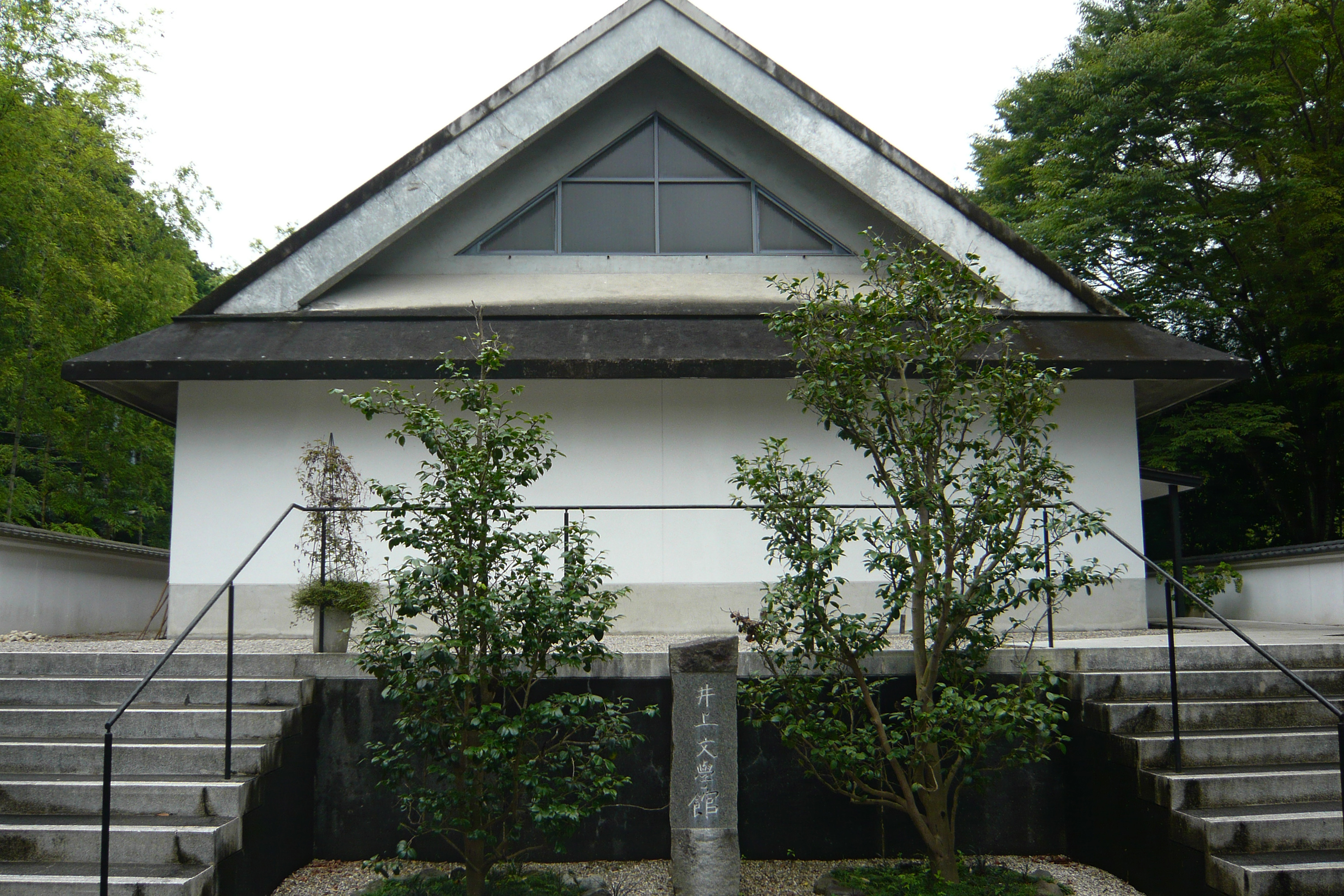
井上靖文学館
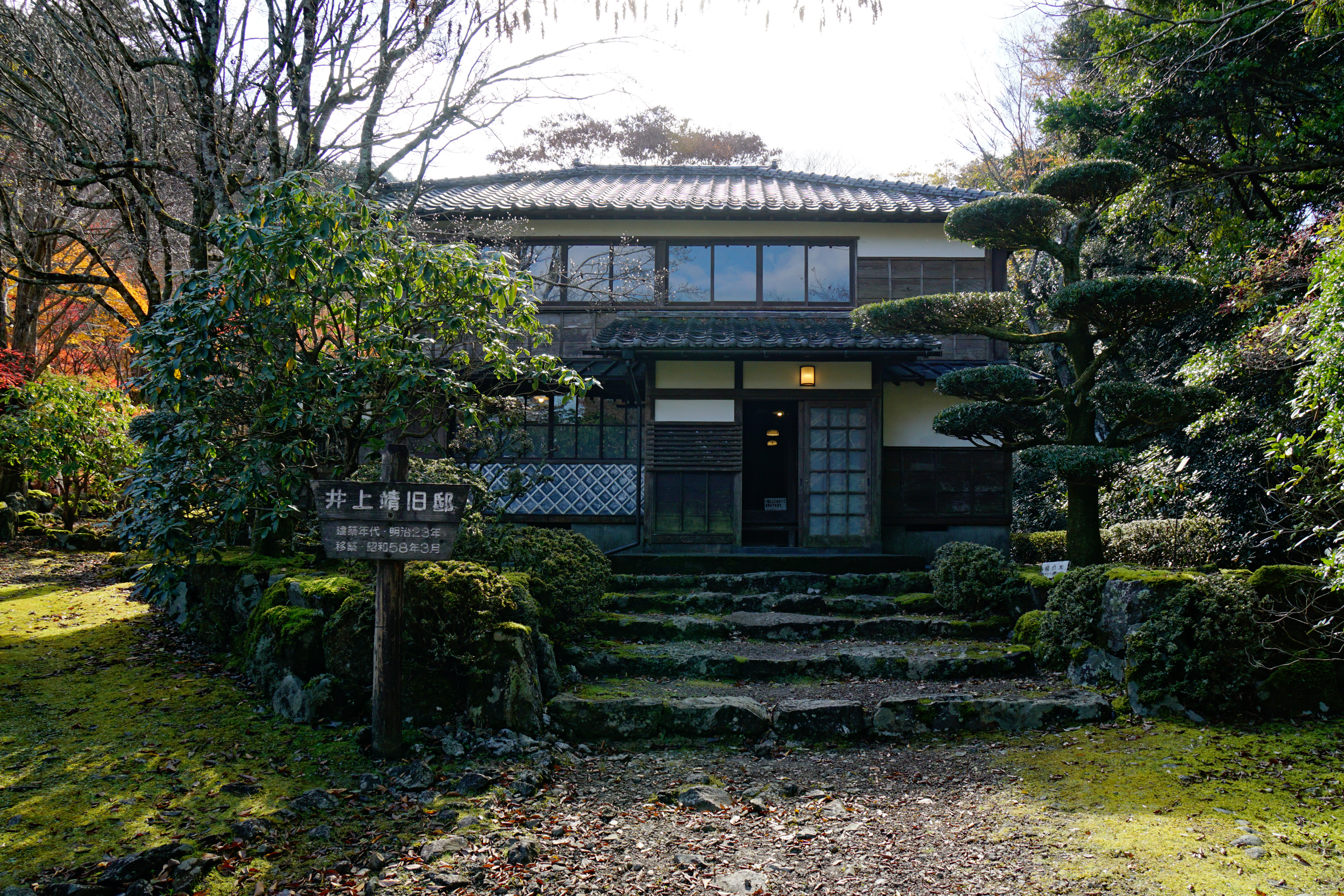
井上靖旧邸
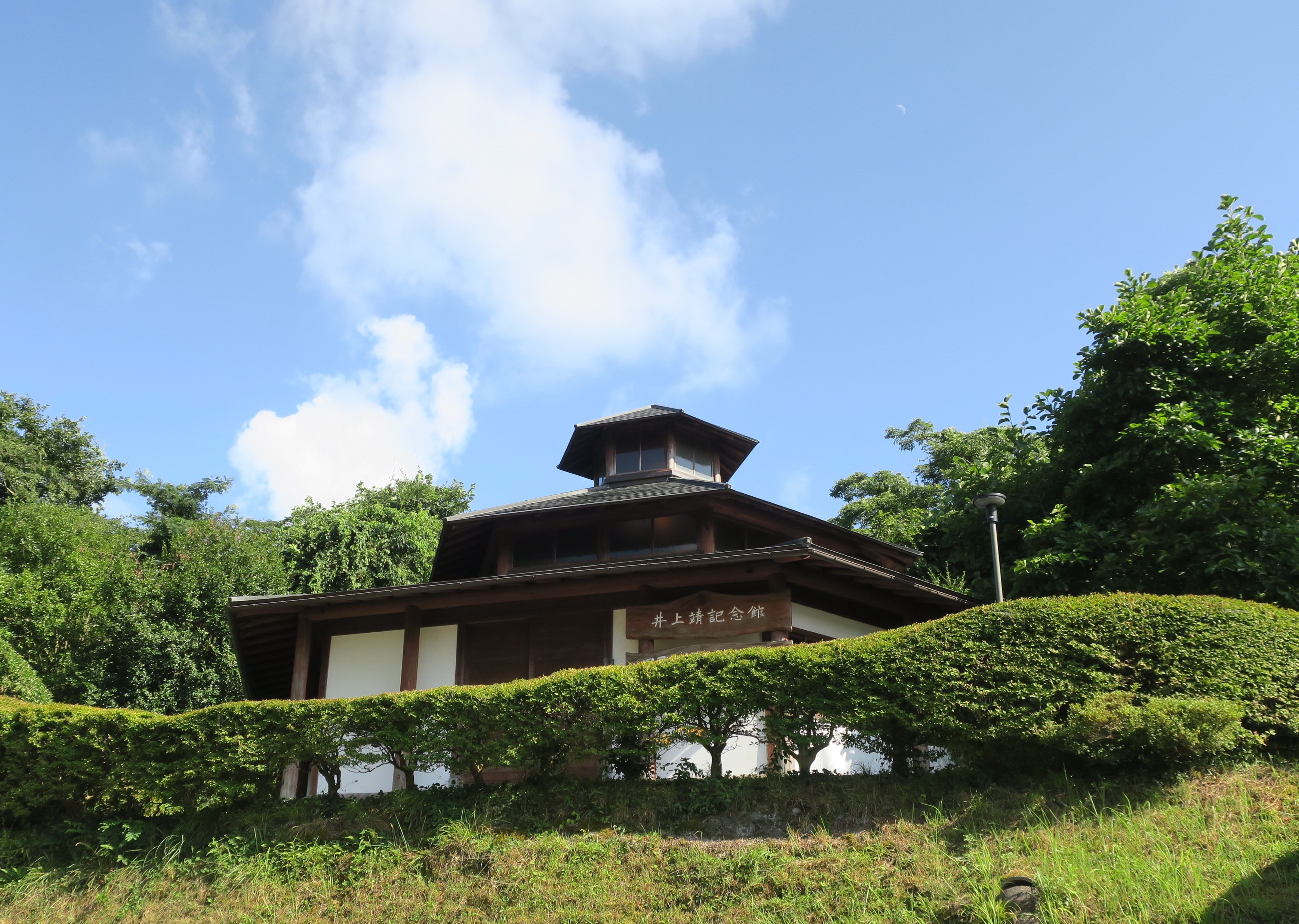
井上靖記念館 野分の館

## 関連作品

### 映画
- 『流転 第一部・炎』（1937.9 松竹）監督:二川文太郎
- 『流転 第二部・星』（1937.9 松竹）監督:二川文太郎
- 『その人の名は言えない』（1951.5 東宝） 監督:杉江敏男
- 『哀愁の夜』（1951.11 東宝）原作:「二枚の招待状」 監督:杉江敏男
- 『黄色い鞄』（1952.5 松竹） 監督:弓削進
- 『戦国無頼』（1952.5 東宝） 監督：稲垣浩
- 『花と波濤』（1954.2 新東宝） 監督:松林宗恵
- 『昨日と明日の間』（1954.6 松竹） 監督:川島雄三
- 『緑の仲間』（1954.8 大映） 監督:森一生
- 『愛』（1954.8 東宝） 原作:「結婚記念日」「石庭」「死と恋と波と」のオムニバス 監督:若杉光夫
- 『黒い潮』（1954.8 日活）原作:「黯い潮」 監督：山村聰
- 『あした来る人』（1955.5 日活） 監督:川島雄三
- 『「オリーブ地帯」より 第二の恋人』（1955.7 松竹） 監督:田畠恒夫
- 『あすなろ物語』（1955.10 東宝） 監督：堀川弘通
- 『魔の季節 春のみづうみ』（1956.3 松竹） 監督:岩間鶴夫
- 『流転』（1956.4 松竹） 監督:大曾根辰夫
- 『満ちてくる潮』（1956.7 東映） 監督:田中重雄
- 『白い炎』（1958.3 松竹） 監督:番匠義彰
- 『氷壁』（1958.3 大映） 監督:増村保造
- 『ある落日』（1959.4 松竹） 監督:大庭秀雄
- 『「通夜の客」より わが愛』（1960.1 松竹） 監督:五所平之助
- 『断崖に立つ女』（1960.2 松竹）　原作:「潮の光」 監督:岩間鶴夫
- 『白い牙』（1960.6 松竹） 監督:五所平之助
- 『「青衣の人」より 離愁』（1960.8 松竹） 監督:大庭秀雄
- 『猟銃』（1961.1 松竹） 監督:五所平之助
- 『渦』（1961.1 松竹） 監督:番匠義彰
- 『慕情の人』（1961.2 東宝）原作:「揺れる耳飾り」 監督:丸山誠治
- 『風と雲と砦』（1961.2 大映） 監督:森一生
- 『河口』（1961.7 松竹） 監督:中村登
- 『霧子の運命』（1962.5 松竹）原作:「春の雑木林」 監督:川頭義郎
- 『しろばんば』（1962.11 日活） 監督:滝沢英輔
- 『憂愁平野』（1963.1 東宝） 監督:豊田四郎）
- 『太陽は呼んでいる』（1963.9 東宝）原作:「潮の光」 監督:須川栄三
- 『風林火山』（1969.3 東宝） 監督：稲垣浩
- 『化石』（1975.10 東宝） 監督:小林正樹
- 『天平の甍』（1980.1 東宝） 監督：熊井啓
- 『敦煌』（1988.6 東宝）監督：佐藤純彌
- 『千利休 本覺坊遺文』（1989.10 東宝） 監督：熊井啓
- 『おろしや国酔夢譚』（1992.6  東宝）監督：佐藤純彌
- 『KOYA 澄賢房覚え書』（1993.12 ヒーロー） 監督：村野鐵太郎
- 『茶々 天涯の貴妃』（2007.12 東映）原作:「淀どの日記」 監督：橋本一
- 『ウォーリアー&ウルフ』（2011.10 ジョリー・ロジャー=チャンス イン）原作:「狼災記」 監督:ティエン・チュアンチュアン
- 『わが母の記』（2012.4 松竹） 監督:原田眞人
- 『死と恋と波と』（2015年） 監督：松永大司

### テレビドラマ
- 『猟銃』（1963年、NET）
- 『氷壁』（1967年、日本テレビ）
- 『化石』（1972年、フジテレビ）
- 『氷壁』（1972年 脚本：倉本聰、NHK）
- 『額田女王』（1980年 脚本：中島丈博）
- 『蒼き狼』（1980年 脚本：大野靖子）
- 『風林火山』（1992年、日本テレビ、年末大型時代劇スペシャル第8弾、脚本：杉山義法）
- 『猟銃』（2003年、朗読紀行「にっぽんの名作」）※ 行定勲演出の朗読映像ドラマ
- 『風林火山』（2006年、テレビ朝日、新春時代劇スペシャル）
- 『氷壁』[24]（2006年、NHK、土曜ドラマ・シリーズ第1弾）
- 『風林火山』（2007年、NHK、大河ドラマ）
- 『初秋』（2011年、CBC）※原作は『凍れる樹』

### 舞台
- 『天平の甍』（2002年 前進座）
- 『猟銃』（2011年 演出：フランソワ・ジラール）
- 『楊貴妃伝』（2004年 宝塚歌劇団星組『花舞う長安』）
- 『補陀落渡海記』（2023年 ニットキャップシアター）